# Guerra dei cent'anni
La guerra dei cent'anni fu un conflitto tra il Regno d'Inghilterra e il Regno di Francia che durò, con varie interruzioni, centosedici anni, dal 1337 al 1453. Diverse furono le cause della guerra, ma il casus belli fu la rivendicazione della corona francese da parte di Edoardo III, re d'Inghilterra e duca d'Aquitania, in quanto nipote, per linea materna, di Filippo IV di Francia.
La guerra iniziò favorevolmente per gli inglesi, i quali, sotto la guida di Edoardo il Principe Nero, inflissero pesanti sconfitte ai francesi a Crécy (1346) e a Poitiers (1356), dove arrivarono perfino a catturare il re Giovanni II di Francia. Con il trattato di Brétigny del 1360 Edoardo III rinunciò alla sua pretesa ereditaria sulla Francia, garantendosi, tuttavia, il dominio su tutta l'Aquitania e su Calais. Otto anni più tardi la tregua fu rotta da Carlo V di Francia, che riuscì a riconquistare gran parte del territorio ceduto agli inglesi.
Tra il 1407 e il 1435 la Francia fu dilaniata da una guerra civile tra Armagnacchi e Borgognoni che, in seguito all'alleanza di Giovanni di Borgogna con Enrico V d'Inghilterra, fece riprendere il conflitto. La battaglia di Azincourt (1415) segnò una delle più gravi sconfitte francesi: gli inglesi occuparono tutto il nord-ovest e nel 1420 entrarono persino a Parigi; due anni dopo Enrico VI d'Inghilterra si nominò re di Francia.
Mentre gli inglesi assediavano Orléans, nel 1429 iniziò la riscossa francese guidata da Giovanna d'Arco, che aveva ricevuto dal delfino Carlo VII, nel frattempo rifugiatosi a sud della Loira, il comando di un esercito. Giovanna riuscì a rompere l'assedio di Orléans, invertendo definitivamente le sorti della guerra, e a entrare a Reims, dove Carlo fu incoronato re di Francia. Successivamente i francesi furono in grado di espellere gli inglesi da tutti i territori continentali, fatta eccezione per la cittadina di Calais, che rimase inglese fino al 1559. Alla conclusione delle ostilità la Francia aveva sostanzialmente raggiunto l'assetto geopolitico moderno.
Nel corso del secolo furono introdotte nuove armi e nuove tattiche che segnarono la fine degli eserciti organizzati su base feudale e incentrati sulla forza d'urto della cavalleria pesante. Sui campi di battaglia dell'Europa occidentale rividero la luce gli eserciti professionali, scomparsi dai tempi dell'Impero romano. Si trattò inoltre del primo conflitto sul continente nel quale si impiegarono armi da fuoco in campo aperto. Nonostante la notevole durata del conflitto esso fu caratterizzato da un numero relativamente contenuto di battaglie; ciononostante il territorio francese subì ingenti devastazioni da numerose incursioni di armati (dette chevauchées, celebre quella del Principe Nero del 1355), spesso accadute in periodi di apparente tregua, che contribuirono all'impoverimento della popolazione e alla diffusione della peste nera.
La straordinaria importanza della guerra dei cent'anni, nella storia dell'Europa nel suo complesso, è evidenziata dal fatto che la sua fine, nel 1453, è una delle date convenzionalmente poste dalla storiografia moderna a conclusione del Medioevo europeo, vista anche la concomitante caduta di Costantinopoli.

## Contesto storico

### Origini
Variegati, e spesso conflittuali, erano stati i rapporti tra Francia e Inghilterra nei secoli precedenti, sin da quando Guglielmo il Conquistatore, duca di Normandia e quindi vassallo del re di Francia, era asceso al trono inglese; il matrimonio tra Enrico II d'Inghilterra ed Eleonora d'Aquitania (nel 1152) aveva poi portato alla Corona inglese l'Aquitania e la Guienna, mettendo così in mano ai sovrani d'oltremanica, in qualità di feudatari, vasta parte del territorio francese.
Lo stridente legame tra i vassalli inglesi e i re francesi sfociò in aperto conflitto quando al principio del XIII secolo Giovanni Senza Terra si schierò col nipote Ottone IV per la successione a Enrico VI di Svevia mentre Filippo Augusto, impegnato nell'unificazione monarchica del territorio francese, appoggiava Federico II: con la vittoriosa battaglia di Bouvines e il successivo trattato di Chinon la Francia riannetteva i possedimenti a nord della Loira (Berry, Turenna Maine e Angiò) mentre l'Inghilterra conservava in Francia solo l'Aquitania e il Ponthieu.
Dopo un breve periodo in cui le parti si capovolsero e un sovrano francese (Luigi VIII di Francia, nel 1216-1217) sedette sul trono d'Inghilterra, i successori di Filippo Augusto portarono avanti la politica di riunificazione territoriale, sia con le alleanze e i matrimoni, sia con le armi. Il trattato di Parigi del 1259 complicò ulteriormente la situazione: con vari aggiustamenti territoriali, se pure pose temporanea fine a un periodo di lotte durato oltre ottant'anni, ribadì il ruolo di feudo dei possedimenti inglesi in Francia lasciando inalterate le ragioni di conflittualità fra le due potenze.

### Francia

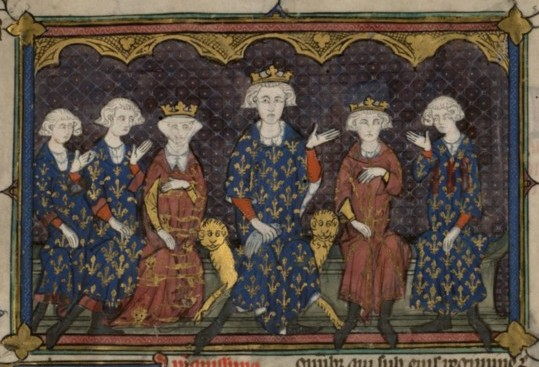
Il re di Francia Filippo IV il Bello e la sua famiglia

Agli inizi del XIV secolo il Regno di Francia contava una popolazione approssimativa tra i 15 e i 20 milioni, circa 3 o 4 volte superiore a quella dell'Inghilterra. Il paese era prevalentemente agricolo anche se lo scarso interesse da parte della nobiltà nella gestione dei terreni aveva fatto sì che tale settore non fosse particolarmente all'avanguardia, nonostante una più che buona diversificazione nei prodotti.
Parigi, centro politico e intellettuale, vantava una popolazione di circa 250 000 abitanti, ma vi erano anche altre città importanti, in particolare nel sud-ovest e nel nord. Seppur costretto alla convocazione degli Stati Generali ogni qualvolta fosse necessario prendere una decisione importante, da Filippo IV in poi fu concessa al re una certa autonomia e la sua autorità era riconosciuta in circa i due terzi del paese. Tuttavia, allo scoppio della guerra, la corona era avvantaggiata dai buoni rapporti che intercorrevano con i grandi feudatari più autonomi, come i conti di Foix o d'Armagnac, anche grazie a generose elargizioni.
Le truppe di cui il regno disponeva erano chiamate alle armi con l'adunata generale, ovvero il sistema dell'arrière-ban, che consentiva di avere un esercito numeroso ma indisciplinato e malamente organizzato a causa dei continui dissidi che sorgevano tra i nobili; era scarsamente coeso poiché composto da milizie feudali, provenienti dalle città e rafforzato da contingenti di mercenari. Inoltre l'ultima generazione di soldati aveva poca esperienza sul campo rispetto ai loro avversari di oltre Manica. Il re poteva contare anche sul supporto di altre forze, come la Repubblica di Genova, il Regno di Boemia e la Contea di Savoia.
Nel 1284 il re Filippo IV il Bello continuò la politica unitarista intrapresa dal suo predecessore accorpando alla corona anche il Regno di Navarra collocato nei Pirenei. Nello stesso anno il matrimonio con Giovanna I di Navarra portò alla Corona i territori di Champagne e Brie adiacenti all'Île-de-France. Con l'ascesa al trono di Filippo IV gli inglesi iniziarono a preoccuparsi delle influenze esercitate da Filippo nei confronti della regione delle Fiandre, da sempre una riserva commerciale per i sovrani inglesi che di fatto ne avevano il controllo e vi esportavano ingenti quantitativi di lane grezze prodotte in patria, acquistando con i proventi i vini del Bordeaux.
Nel 1302, nella battaglia di Courtrai, in cui i francesi si trovarono di fronte le milizie delle città fiamminghe insorte contro il dominio di Filippo IV, si assistette alla prima grande sconfitta della cavalleria feudale, determinata in gran parte dall'inadeguatezza delle tecniche di guerra. I francesi comunque ebbero modo di rifarsi cogliendo un importante successo nella successiva battaglia di Mons-en-Pévèle del 1304. Filippo continuò il suo progetto unitarista annettendo al Regno di Francia tutti i territori papali e confiscando i beni delle abbazie, il che determinò la successiva ostilità di papa Bonifacio VIII; cercò di annettere anche i feudi inglesi presenti sul territorio francese ma, da questo azzardato tentativo, derivò una rivalità di lunga durata che contribuì allo scoppio della guerra dei cent'anni.

### Inghilterra

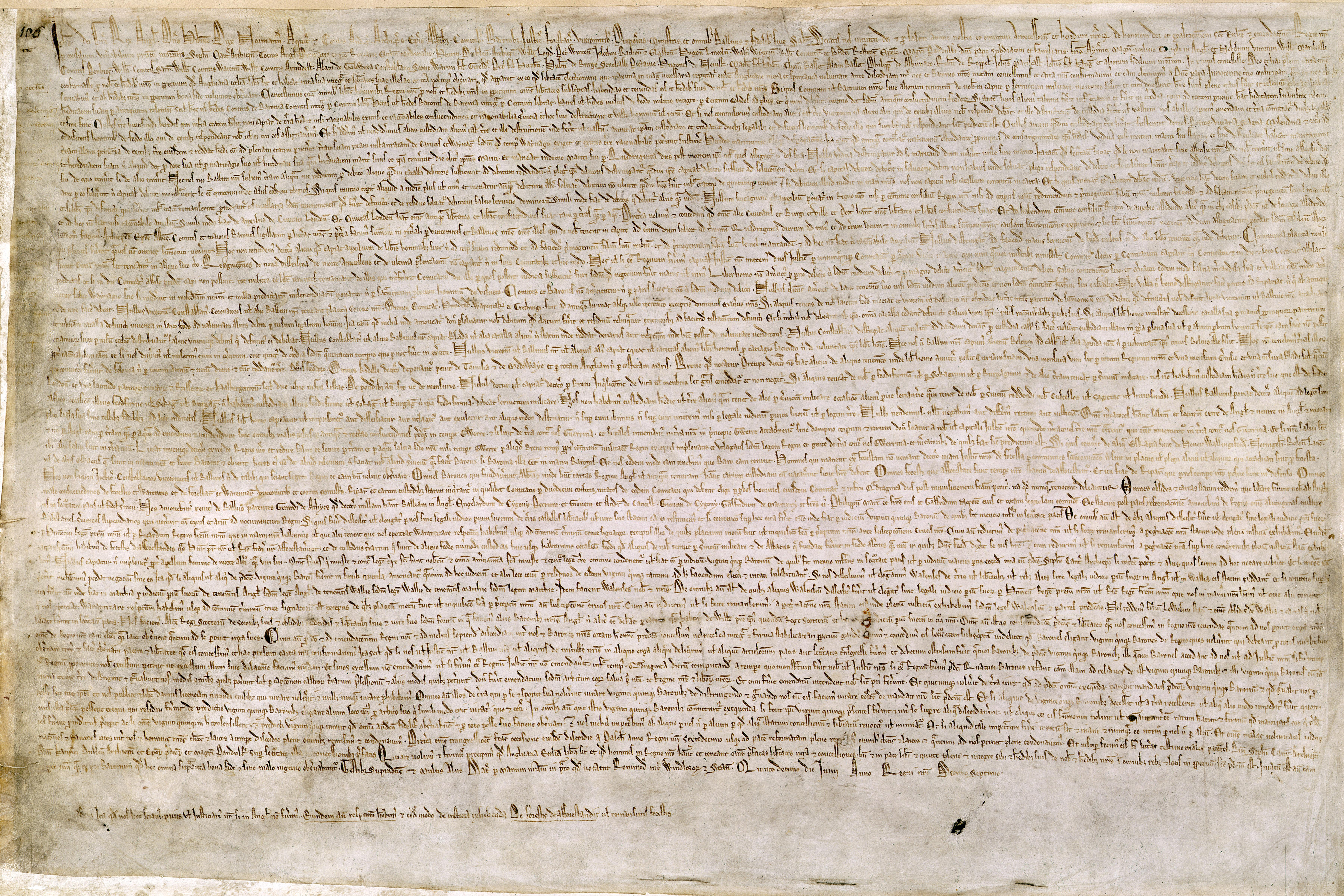
Uno dei quattro esemplari della Magna Carta

Allo scoppio della guerra l'Inghilterra aveva una popolazione molto inferiore a quella della Francia, arrivando a contare solo 5 milioni di abitanti. Anche l'economia inglese si basava principalmente sul settore agricolo, tuttavia l'interesse attivo dell'aristocrazia aveva permesso lo sviluppo di un'agricoltura più efficiente. Si coltivavano in particolare i cereali e si allevavano ovini; i commerci verso il continente erano ben sviluppati con l'esportazione di stagno, lana e alimenti. L'unica città di dimensioni rilevanti era Londra, che in quel periodo contava tra i 50 000 e i 70 000 abitanti.
L'Inghilterra, a differenza della Francia, nacque già nel 1066 come stato unitario in cui tutte le terre erano sotto il controllo del re e il potere dei vassalli era relativamente debole. Tale unità politica permise ai monarchi inglesi di dedicarsi ad azioni di conquista su larga scala all'estero e di ampliare quindi notevolmente i propri possedimenti al di fuori dei confini originari del regno. Nel 1152 Enrico II, già duca di Normandia, duca d'Angiò e conte del Maine (tutti feudi francesi), sposò Eleonora d'Aquitania e ne ottenne l'immenso, omonimo feudo sul continente: per eredità e matrimonio, il primo re della dinastia Plantegeneta si ritrovava a essere il principale possessore di terre nel regno di Francia, poiché i suoi feudi erano ben più estesi di quelli del re capetingio. Sul fronte interno, Enrico tentò di rafforzare il proprio controllo sulla Chiesa, non facendosi scrupolo di assassinare Tommaso Becket, arcivescovo di Canterbury, colpevole di aver ostacolato il suo ridimensionamento dei privilegi ecclesiastici (1170). Presto il ducato di Bretagna, tra la Normandia e l'Aquitania, passò in mano ai Plantageneti e nel 1180 tutta la parte occidentale del regno di Francia apparteneva di fatto al re d'Inghilterra.

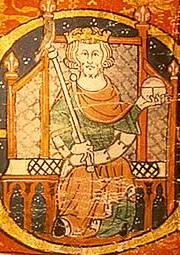
Edoardo I d'Inghilterra

Davanti a un tale potere il nuovo re di Francia, Filippo II Augusto, decise di attaccare gli inglesi per allargare il proprio dominio. I figli e successori di Enrico II, Riccardo Cuor di Leone e Giovanni Senzaterra, combatterono in Normandia e nel sud-ovest della Francia per difendere i possedimenti inglesi dalle mire di Filippo Augusto ma Giovanni fu sconfitto e il re francese recuperò la maggior parte dei possedimenti inglesi in Francia, in particolare la Normandia; di fronte al malcontento dei nobili Giovanni Senzaterra fu costretto a cedere notevoli poteri al Parlamento, emanando la Magna Carta (1215). Nel corso del XIII secolo, gli inglesi, sempre padroni dell'Aquitania (per il possedimento della quale dovevano prestare fedeltà al re di Francia), intrapresero nuove operazioni militari in Francia ma furono sconfitti, come alla battaglia di Taillebourg nel 1242.
Nei cinquant'anni precedenti lo scoppio della guerra dei cent'anni Edoardo I intraprese campagne di conquista in Galles e in Scozia, sottomettendoli. Gli scozzesi, tuttavia, guidati da William Wallace e da Robert Bruce si ribellarono e sconfissero le truppe di Edoardo II nella battaglia di Bannockburn (1314). Il Galles, invece, grazie a un'opera massiccia di fortificazioni fu mantenuto saldamente in mano inglese. Queste due guerre contribuirono a formare quegli arcieri che permisero all'Inghilterra di dominare i campi di battaglia nella prima fase della guerra dei cent'anni.
Dal punto di vista istituzionale l'autorità del re d'Inghilterra era più debole e nello stesso tempo più forte di quella del re di Francia. La debolezza risiedeva nei forti poteri del parlamento (tra i quali era anche presente il diritto di veto su qualsiasi imposizione fiscale) mentre la forza era dovuta alla rete capillare di funzionari regi, detti sceriffi, che controllavano il territorio. Il peso della nobiltà nell'esercito, inoltre, era relativamente basso poiché si preferiva che i feudatari inviassero al sovrano contributi in denaro piuttosto che contingenti di cavalieri. I soldati venivano reclutati in gran parte su base volontaria, con contratti sottoscritti dai loro capitani in cui si dichiarava il tempo di ferma, la paga e l'eventuale spartizione del bottino. Le recenti campagne contro il Galles avevano permesso alla truppa di raggiungere una certa esperienza; il loro punto di forza era rappresentato da arcieri, a piedi o a cavallo, capaci di maneggiare egregiamente l'arco lungo (o longbow).

## Cause

### Il problema dinastico

Parentele tra i re di Francia, d'Inghilterra e di Navarra

Fin dal 987 i re Capetingi avevano sempre generato un figlio maschio cui trasmettere la corona di Francia. Questo "miracolo capetingio" ebbe fine nel 1316 con la morte di Luigi X, avvenuta solo due anni dopo quella del padre Filippo IV il Bello: Luigi aveva avuto dalla prima moglie, Margherita di Borgogna, solo una figlia, Giovanna II di Navarra, e quando morì la sua seconda moglie era in attesa di un bambino, il futuro Giovanni I di Francia, destinato a sopravvivere per soli cinque giorni dopo la nascita. Il regno si trovò dunque in un caso senza precedenti, con una donna, Giovanna di Navarra, unica erede diretta al trono. Tuttavia, un consiglio di dotti, di alti prelati e nobili (gli Stati generali del 1317) decretò che la successione alla Corona poteva riguardare solamente un maschio, avallando così l'incoronazione di Filippo V di Francia, fratello di Luigi. La scelta si basò anche su ragioni geopolitiche derivanti dal rifiuto che uno straniero sposasse la regina e governasse così il paese. Per convalidare la tesi venne dato risalto all'accusa d'illegittimità di Giovanna, resa possibile dalla condanna per adulterio di sua madre, la regina Margherita, accusata di aver intrattenuto una relazione extraconiugale con il cavaliere normanno Philippe d'Aunay, fin dal 1311.
La legge salica non fu in realtà invocata nell'immediato, ma solo trent'anni più tardi, intorno al 1350, quando un monaco benedettino della basilica di Saint-Denis, scrivendo la cronaca ufficiale del regno, citò la legge per rafforzare la posizione del re francese. Dopo il breve regno di Filippo V, che morì anch'egli senza un erede maschio, fu suo fratello minore Carlo IV a salire al trono nel 1322. Ma anche il regno di Carlo durò poco, questi morì infatti nel 1328 senza nessun figlio maschio, e con lui si estinse la dinastia capetingia.
Il trono francese si trovò così a essere conteso tra due pretendenti: il futuro Filippo VI di Valois, figlio del fratello di Filippo il Bello, Carlo di Valois, e il re Edoardo III d'Inghilterra, figlio di Isabella di Francia e quindi discendente diretto per linea femminile dello stesso Filippo il Bello. Ultima figlia superstite di Filippo, Isabella aveva sposato il re d'Inghilterra Edoardo II. Grazie al sostegno dei grandi feudatari di Francia, che stabilirono che Isabella non poteva trasmettere un titolo di cui non poteva nemmeno lei fregiarsi, Filippo di Valois poté cingere la corona e inaugurare una nuova dinastia. Come dodici anni prima, i nobili francesi erano riusciti a scongiurare l'eventualità di uno straniero sul trono di Francia. Seppur con una certa riluttanza, Edoardo III d'Inghilterra prestò quindi omaggio feudale a Filippo VI, in quanto, nella sua posizione di duca di Aquitania, egli risultava vassallo del re di Francia. Si aspettava peraltro di vedersi riconosciuto il diritto di agire come meglio credeva in Scozia, ma il nuovo re francese confermò il proprio sostegno a Davide II. Tutto ciò fu preso da Edoardo come pretesto per dare inizio alla guerra.

### La questione della Guienna
Territori inglesi nel 1330
     Regno di Francia
     Domini plantageneti nel 1180

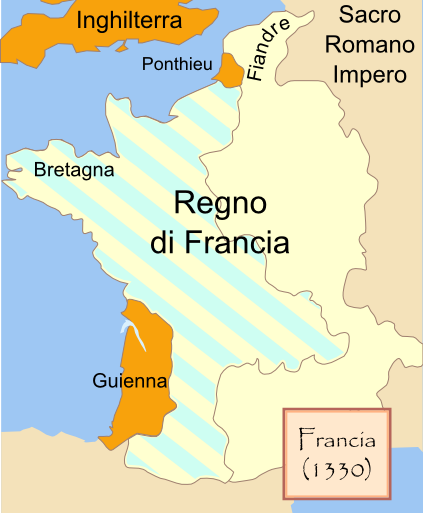
La Francia nel 1330
Territori inglesi nel 1330
Regno di Francia
Domini plantageneti nel 1180

A lungo la storiografia ufficiale ha condensato nella rivalità storica fra le dinastie tutte le maggiori cause della guerra; solo in epoca più recente si è rivolta con maggiore interesse alla "questione della Guienna" (o Aquitania), indicando la conservazione e la legittimazione definitiva del possesso di tale provincia come il vero obiettivo di Edoardo III, il quale con strategia difensivistica avrebbe impostato tutto il conflitto a tale scopo.
La Guienna si trovava in mano inglese dal tempo del matrimonio tra Enrico II con Eleonora d'Aquitania, ma secondo quanto stabilito nel trattato di Parigi del 1259, il re di Inghilterra doveva considerarsi formalmente feudatario del re francese e, di conseguenza, doveva riconoscere la sovranità del re francese su di essa. In questa situazione, una sentenza giudiziale pronunciata in Guienna poteva essere oggetto di ricorso dinanzi al tribunale di Parigi, e non a quello di Londra: il re di Francia aveva dunque il potere di revocare tutte le decisioni legali, cosa ovviamente inaccettabile per gli inglesi. La sovranità sulla regione fu quindi oggetto di un conflitto sotterraneo tra le due monarchie per diverse generazioni.
Nel 1323 Carlo IV di Francia fece costruire una fortificazione nei pressi di Saint-Sardos, nel territorio del duca di Guienna, causando forti proteste da parte degli inglesi che attaccarono la fortezza e la incendiarono.

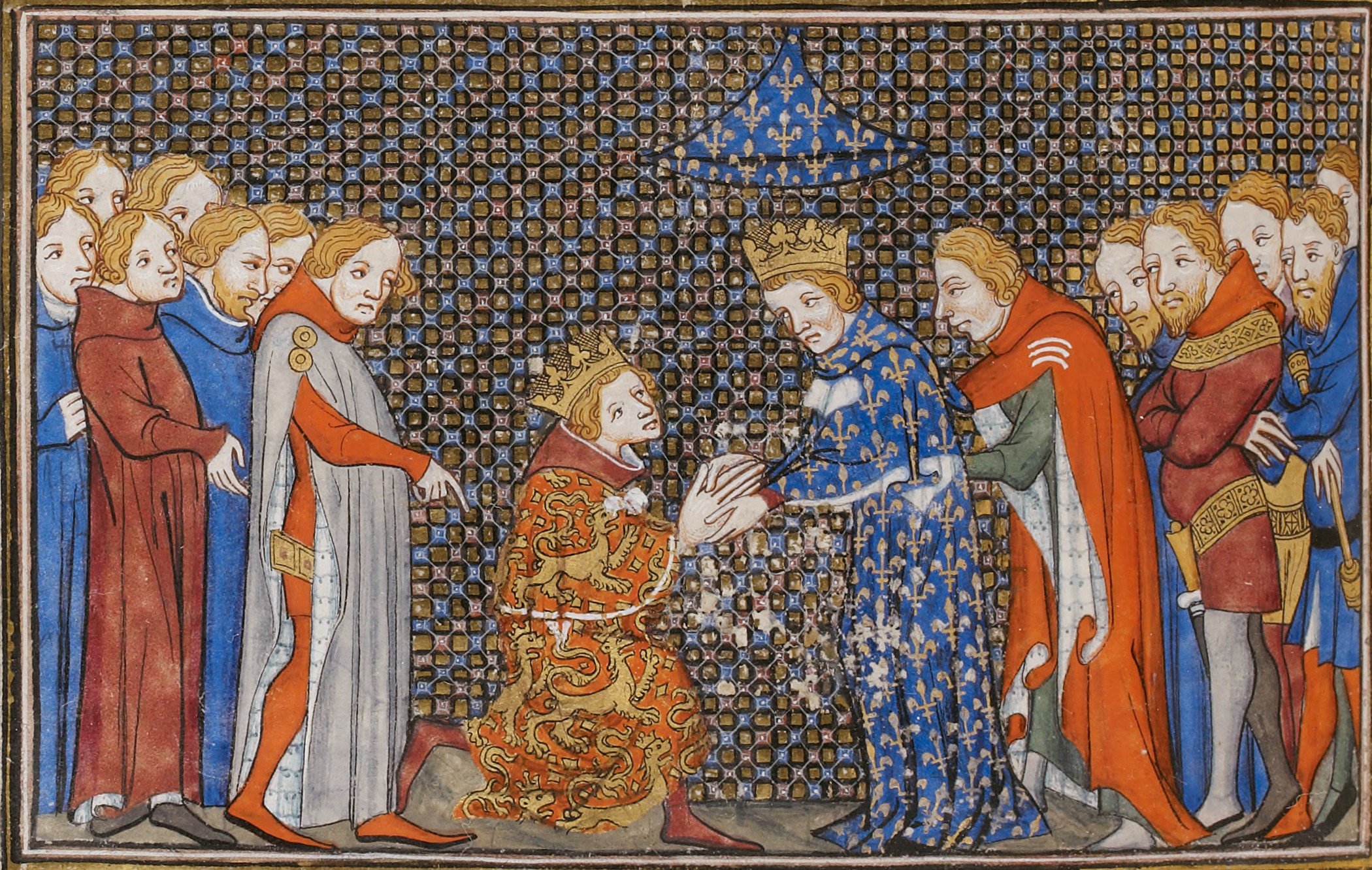
Edoardo III d'Inghilterra rende l'omaggio feudale a Filippo VI di Francia per il feudo di Guienna

Di fronte a questo atto il Parlamento di Parigi, sostenendo che il duca di Guienna non aveva reso l'omaggio feudale al suo sovrano, confiscò il ducato nel luglio 1324. Il re di Francia invase quasi tutta l'Aquitania, ma con riluttanza accettò poi di restituirla nel 1325. Per recuperare il suo ducato Edoardo II dovette scendere a compromessi: mandò suo figlio, il futuro Edoardo III d'Inghilterra, a rendere l'omaggio, ma il re di Francia gli offrì solo una Guienna priva dell'Agenais. La situazione si sbloccò nel 1327 con la salita al trono di Edoardo III che, il 6 giugno 1329, rese omaggio al re di Francia, dichiarando tuttavia che ciò non avrebbe implicato la rinuncia alla rivendicazione delle terre estorte.

### Ragioni economiche e sociali
A partire dal X secolo, grazie al progresso delle tecniche agrarie e al dissodamento dei terreni, la popolazione in Occidente era progressivamente aumentata; ciò fece sì che nel XIII secolo in alcune zone d'Europa la domanda arrivasse a superare la capacità produttiva agricola. I fondi agricoli, inoltre, erano assai frammentati e i contadini possedevano in media appezzamenti di terra appena sufficienti ad un'economia di sussistenza. In tale contesto il minimo imprevisto poteva rovinare una famiglia: la popolazione rurale si era impoverita, il prezzo dei prodotti agricoli diminuiva e le entrate fiscali della nobiltà erano in costante declino, mentre aumentavano le imposte e le tensioni sociali. Molti contadini tentarono la fortuna come lavoratori stagionali nelle città, ricavandone però salari molto bassi.
La cosiddetta "piccola era glaciale" portò a cattivi raccolti che a loro volta, insieme alla sovrappopolazione, causarono tra il 1314 e il 1316 diffuse carestie in tutta l'Europa settentrionale. A causa della malnutrizione, Ypres perse ad esempio il 10% della popolazione e Bruges il 5%. La crescita demografica urbana, a sua volta, comportò un'ulteriore scarsità delle derrate alimentari reperibili e quindi si dovette provvedere a intensificare gli scambi commerciali per importarle da regioni più o meno lontane. D'altro canto, i consumatori più abbienti chiedevano beni abbondanti e variegati: il vino, ad esempio, era ampiamente diffuso tra la nobiltà. Tale diversificazione dell'agricoltura andò ulteriormente ad aggravare la carenza dei prodotti alimentari di base necessari alla popolazione più povera.
La riduzione delle imposte riscosse obbligò i governi a rivedere i bilanci pubblici e a svalutare la moneta, con l'effetto, tra l'altro, di ridurre il reddito fondiario. La nobiltà fu quindi costretta a nuove strategie per compensare la diminuzione delle proprie entrate: la guerra era ritenuta un ottimo mezzo per perseguire tale scopo, grazie ai riscatti che si potevano ottenere dopo aver catturato un avversario di rango, al saccheggio e all'aumento delle imposte giustificato dalle esigenze belliche.

### Intrighi e dichiarazione di guerra
La continua crescita della tensione tra i due sovrani, sostenuta da una nobiltà sempre più propensa al conflitto, portò inevitabilmente verso la dichiarazione di guerra. Già da alcuni anni il re di Francia aveva offerto aiuto al regno di Scozia impegnato nella lotta contro l'Inghilterra, una politica che fu perseguita per diversi secoli dai re Capetingi: la cosiddetta Auld Alliance. Il re di Scozia, Davide II, era stato costretto all'esilio da Edoardo III nel 1333 e Filippo VI gli aveva offerto riparo a Château-Gaillard, fornendogli inoltre sostegno per un'eventuale riconquista del regno scozzese. Dall'altra parte, Edoardo III intrigava nelle Fiandre alla ricerca di alleati e il suo matrimonio con Filippa di Hainaut gli aveva permesso di stringere legami nella Francia settentrionale e nel Sacro Romano Impero.
Queste continue insubordinazioni di Edoardo, formalmente vassallo di Filippo, spinsero quest'ultimo a confiscare la Guienna, il 24 maggio 1337. A tale azione Edoardo replicò mettendo in discussione la legittimità di Filippo quale sovrano (in alcuni documenti inglesi si iniziò a scrivere di «Filippo che si definisce re di Francia») fino ad arrivare al culmine quando, il 7 ottobre, rivendicò pubblicamente il regno di Francia rinnegando l'omaggio feudale che aveva prestato per i feudi continentali. Nello stesso momento, come d'usanza, un arcivescovo fu inviato a Parigi per lanciare il guanto di sfida: il conflitto ebbe così inizio.

## Svolgimento del conflitto

### Suddivisione cronologica
Il conflitto fu costellato da tregue più o meno brevi e interrotto da due periodi di vera e propria pace della durata rispettivamente di 9 e 26 anni che lo dividono così in tre fasi principali: la guerra edoardiana (tra il 1337 e il 1360), la guerra carolina (tra il 1369 e il 1389) e la guerra dei Lancaster (tra il 1415 e il 1429), alle quali deve essere aggiunta la fase conclusiva della guerra (tra il 1429 e il 1453). Tale suddivisione è tipica della storiografia anglosassone, mentre altre periodizzazioni, in particolare quella francese, prevedono una prima (1337-1389) e una seconda fase (1415-1453).

### La fase edoardiana (1337-1360)

#### Gli inglesi irrompono nella Manica e sul continente
Principali battaglie della prima fase della guerra

Territori controllati da Francia e Inghilterra nel 1346
Principali battaglie della prima fase della guerra
--- Itinerario dell'esercito di Edoardo III nel 1346
--- Itinerario del Principe Nero nel 1356

Edoardo III d'Inghilterra iniziò le operazioni militari prefiggendosi due scopi: affermare la sua autorità sulla Guienna e farsi incoronare Re di Francia; per raggiungere ciò era conscio di dover affrontare una lunga campagna che avrebbe visto lo scontro in campo aperto con le truppe di Filippo VI. Per prima cosa raggiunse i Paesi Bassi dove cercò di reclutare forze tra i suoi alleati. Non riuscendo ad avere lo sperato aiuto di Luigi I di Fiandra, tentò la strada della pressione economica sui fiamminghi, proibendo l'esportazione della lana inglese, ottenendo così il supporto delle città di Gand, Ypres e Bruges mentre Luigi, volendo rimanere fedele ai francesi, riparò a Parigi.
Raggruppate così le forze, Edoardo iniziò scorrerie in terra francese, saccheggiando Le Cateau-Cambrésis, Vermandois, Thiérache, sperando di indurre Filippo allo scontro. Tuttavia, quest'ultimo, considerandosi impreparato a una battaglia in campo aperto con gli inglesi, preferì prendere tempo, confidando che Edoardo non disponesse di sufficienti risorse economiche per continuare a lungo le operazioni. Insoddisfatto dell'atteggiamento attendista dell'avversario, Edoardo tornò nel Brabante dove in cambio di sussidi ottenne ufficialmente, il 3 dicembre 1339, il supporto delle città fiamminghe, ora guidate da Jacob van Artevelde. Nel gennaio dell'anno successivo si fece incoronare a Gand come re di Francia, un'incoronazione riconosciuta solamente nella Guienna e nelle Fiandre, oltre che in Inghilterra. La storiografia ha evidenziato la buona fede delle pretese dinastiche di Edoardo e quindi la sua sincera convinzione nella legittimità di questa incoronazione, ritenendosi egli stesso un difensore della giustizia e delle leggi che Filippo fu accusato di aver usurpato.
Tuttavia la politica difensiva del re francese iniziò a dare i suoi frutti: Edoardo si trovò a corto di denaro e dovette tornare in Inghilterra, dopo aver lasciato la propria famiglia in ostaggio dei creditori, per convincere il Parlamento ad accordargli nuove risorse per finanziare l'impresa. Ottenuti i fondi, gli si presentò il problema di trasportare il suo esercito sul continente. All'epoca il canale della Manica era in gran parte controllato dalla flotta di Filippo VI che disponeva anche di efficienti arsenali a Rouen. Nonostante i rischi dell'impresa e i consigli di diverso avviso, Edoardo ruppe gli indugi e il 22 giugno la sua flotta lasciò gli ormeggi. Lo scontro tra le due forze navali avvenne il 24 giugno 1340 nella battaglia di Sluis che vide la piena vittoria inglese. Edoardo era riuscito a cogliere un doppio fondamentale successo: aveva scongiurato una possibile invasione francese dell'Inghilterra e si era assicurato la possibilità di far sbarcare il suo esercito sul continente.

#### Prime difficoltà e la questione bretone
Con l'arrivo delle truppe inglesi sul continente, la guerra poté riprendere: Edoardo poteva contare su una forza di circa 30 000 uomini in armi inglesi e fiamminghi a cui si contrapponevano 20-25 000 francesi. Dopo alcuni scontri di modesta entità a Tournai e a Saint-Omer, con l'approssimarsi dell'inverno fu stipulata, il 25 settembre 1340, la tregua di Esplechin, che sarebbe dovuta durare fino al giugno 1342.
La tregua fu propizia per entrambi i contendenti che dovevano fare i conti con alcune difficoltà interne. Il re di Francia si trovava in serie difficoltà finanziarie e il pagamento delle truppe era stato assolto solo a fronte di una svalutazione monetaria; per far fronte alla situazione fu costretto a introdurre, il 16 marzo 1341, una gabella sul sale. Nel frattempo aveva tentato anche una sortita nella Guienna ma una forza di 3-4 000 armati fedeli a Edoardo III gli aveva impedito il successo. Il re d'Inghilterra, dal canto suo, prendeva atto della perdita degli alleati fiamminghi, scomunicati da papa Clemente VI per essersi alleati con gli inglesi ribellandosi a Luigi I. Inoltre Davide II di Scozia, alleato di Filippo di Francia, riprese le ostilità costringendolo a investire risorse militari anche in patria. La situazione condusse Edoardo a non riuscire più a onorare i propri debiti, causando la bancarotta dei suoi maggiori creditori, tra cui i banchieri fiorentini Peruzzi e Bardi.
Nel frattempo, a seguito della scomparsa di Giovanni III di Bretagna, si era aperta anche la questione della successione al ducato bretone. Due erano i pretendenti: Giovanni di Montfort, fratellastro del defunto duca, che aveva conquistato Nantes e aveva riconosciuto Edoardo III come re francese, e Carlo di Blois, nipote del re francese, che era stato investito della carica dallo zio. Il 9 gennaio 1343 tra i due contendenti fu siglata la tregua di Malestroit con cui gli inglesi occuparono le piazzeforti bretoni, guadagnando così una nuova base sul continente.

#### La Francia in crisi, la battaglia di Crécy e la presa di Calais

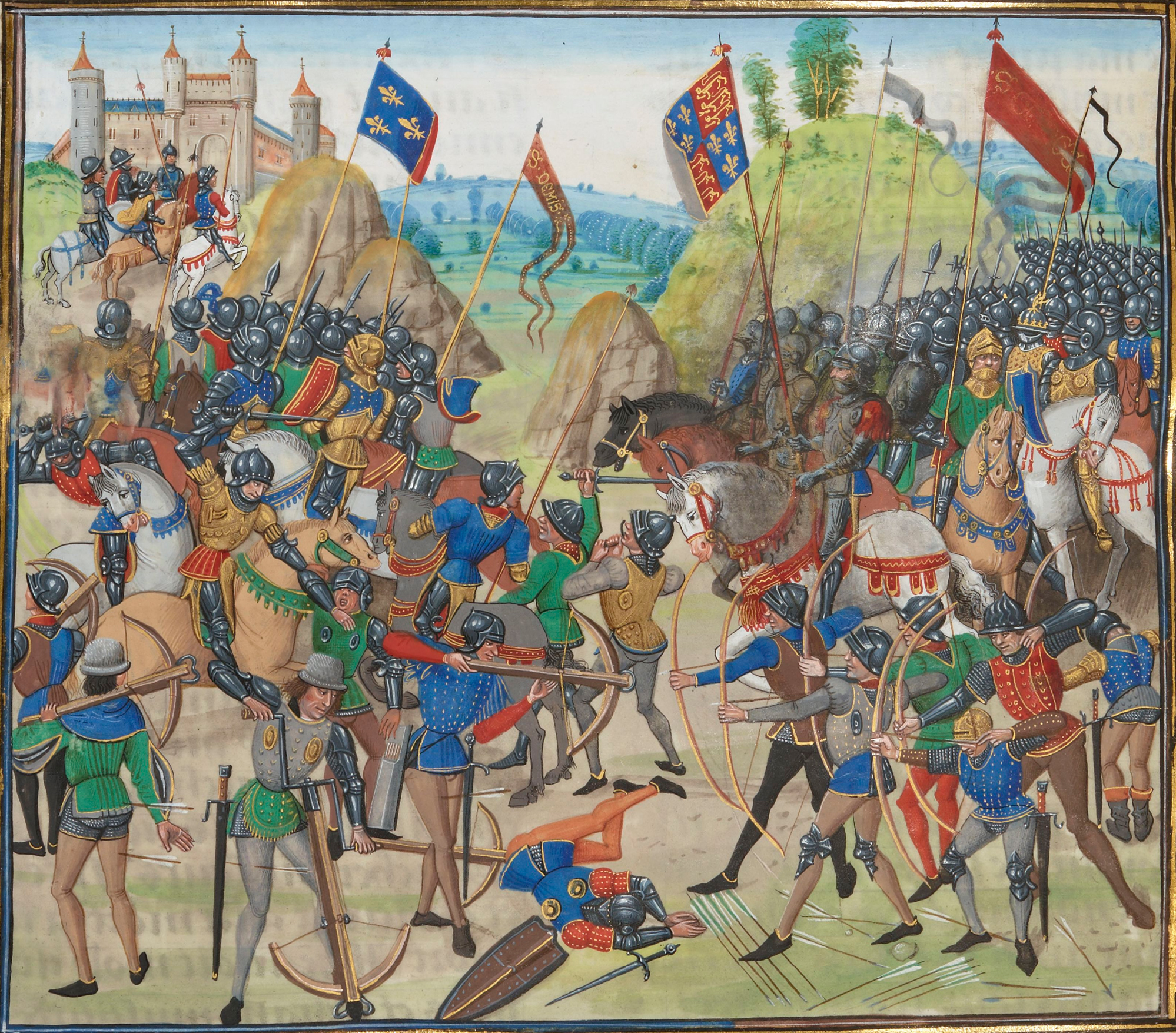
Battaglia di Crécy

Il 12 luglio 1346 Edoardo mise, dunque, nuovamente piede sul continente per riprendere la campagna. L'inizio delle ostilità fu totalmente a sfavore dei francesi: l'esercito inglese, che inquadrava i famosi arcieri armati d'arco lungo, sconfisse duramente la cavalleria pesante francese, meglio equipaggiata ma indisciplinata, nella battaglia di Crécy del 26 agosto; molti nobili di Francia caddero nello scontro e lo stesso re fu ferito. Successivamente gli inglesi misero sotto assedio Calais che, comunque, cadde solamente il 3 agosto 1347; la città resterà avamposto inglese, difesa da una solida guarnigione, per oltre due secoli. Edoardo poté quindi dilagare verso sud arrivando ad attraversare il 26 agosto la Senna nei pressi di Poissy. La situazione entrò nuovamente in una fase di stallo: i francesi erano in vistosa difficoltà, sia militare che economica, mentre gli inglesi, nonostante i successi, non erano riusciti a cogliere una vittoria decisiva. Così, grazie alla mediazione pontificia, si arrivò alla tregua di Calais sottoscritta il 18 settembre 1347. Gli storici non hanno mancato di osservare che, più di tale tregua, fu lo scoppio dell'epidemia di peste nera la vera causa dell'interruzione del conflitto.

Rappresentazione della peste nera che colpì Tournai nelle cronache di Gilles Li Muisis. La peste bloccò per un periodo le operazioni belliche

L'epidemia, partita probabilmente dall'altopiano della Mongolia, arrivò nel 1347 in Sicilia e da lì si propagò in tutta Europa fino al 1353 quando i focolai della malattia si ridussero fino a scomparire. Secondo studi moderni la peste nera uccise almeno un terzo della popolazione del continente, provocando verosimilmente quasi 20 milioni di vittime.
Nel frattempo, il 26 agosto 1350, Filippo VI morì lasciando il trono di Francia al figlio Giovanni II, detto il Buono. Il nuovo sovrano, conscio dei gravi insuccessi toccati al padre, si preoccupò di riorganizzare l'esercito e in particolare la cavalleria; a tale scopo istituì l'Ordine della Stella in risposta all'analogo Ordine della Giarrettiera creato da Edoardo d'Inghilterra. Negli anni successivi, complice la peste, gli eventi bellici furono assai rari e perlopiù costituiti da piccoli scontri spesso risoltisi col successo francese; gli inglesi dovettero anche rinunciare al controllo delle città fiamminghe. Tuttavia Edoardo III riuscì a instaurare un'alleanza con il re di Navarra Carlo II, detto il Malvagio. L'intensa attività diplomatica svolta nel frattempo non portò a nessuna soluzione che mettesse d'accordo i contendenti e alla fine, con la rinuncia di Giovanni a tentare altre trattative, il conflitto riprese.

#### Ripresa delle ostilità, le scorrerie del principe Nero e il trattato di Brétigny

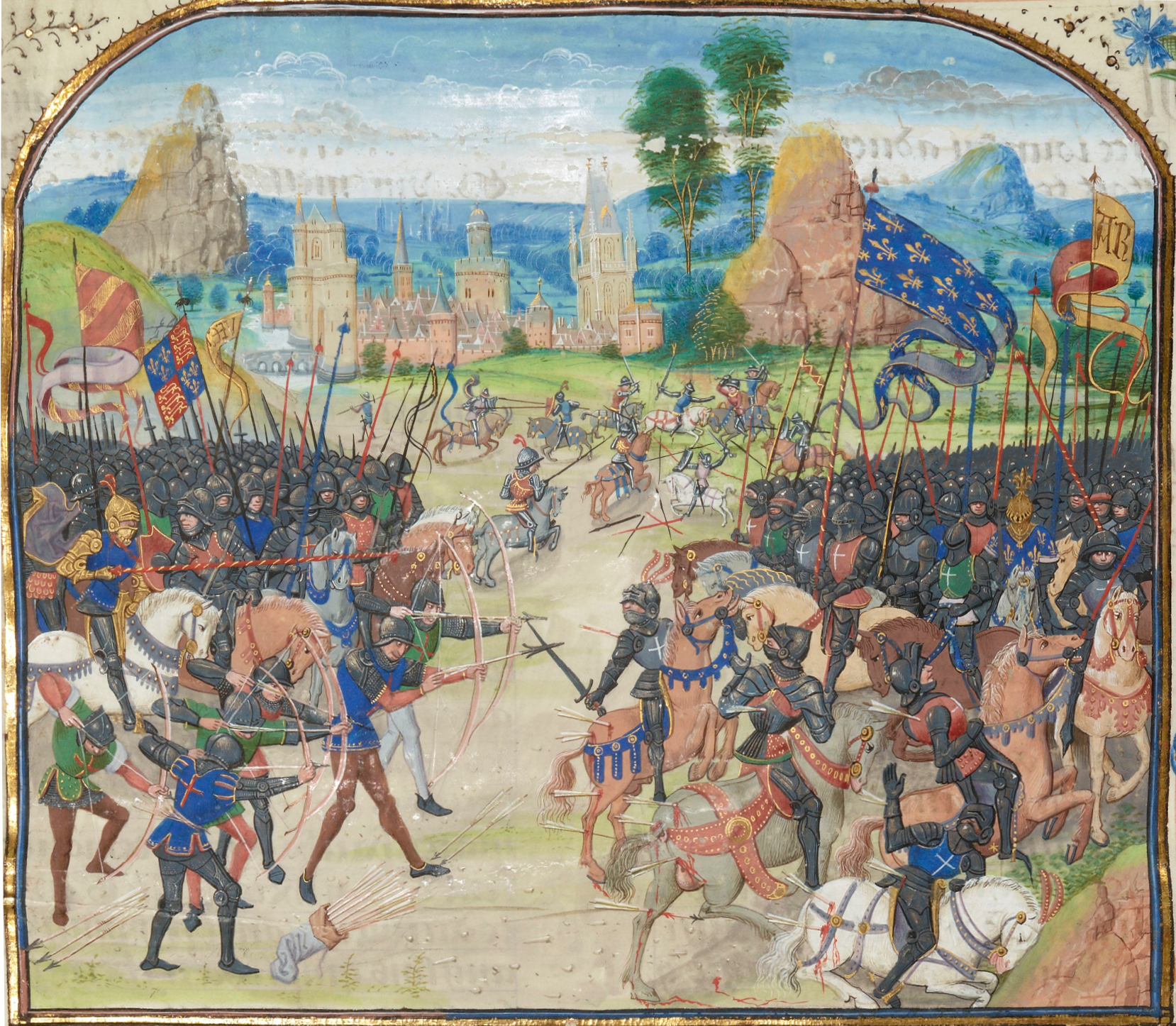
La battaglia di Poitiers

Agli ordini di Edoardo il Principe Nero, principe di Galles e primogenito del re d'Inghilterra, gli inglesi lasciarono Bordeaux per una grande operazione, tra l'ottobre e il dicembre del 1355, volta a saccheggiare l'Occitania. Dopo il successo di questa scorreria, detta chevauchée, agli inizi dell'anno seguente Edoardo volse le proprie forze verso nord e sconfisse a Poitiers la cavalleria pesante del nuovo re di Francia, Giovanni II, che fu catturato e liberato solo con la promessa del pagamento di un pesante riscatto; a garanzia il re dovette lasciare i due figli come ostaggi. Durante la prigionia del sovrano il delfino Carlo, figlio di Giovanni e legittimo erede al trono, fu nominato dagli Stati Generali difensore del regno in assenza del padre. La evidente superiorità militare inglese poggiava sull'esperienza conseguita nel corso di guerre lunghe e complesse, come quelle in Scozia, Irlanda e Galles; inoltre Edoardo seppe sfruttare l'impreparazione e la disorganizzazione delle forze francesi, simili a un'accozzaglia di milizie private radunate alla svelta col metodo dell'arrière-ban.
     Territori controllati da Edoardo III
     Territori ceduti dalla Francia all'Inghilterra per il trattato di Brétigny
     Territori del duca di Bretagna, alleato degli inglesi

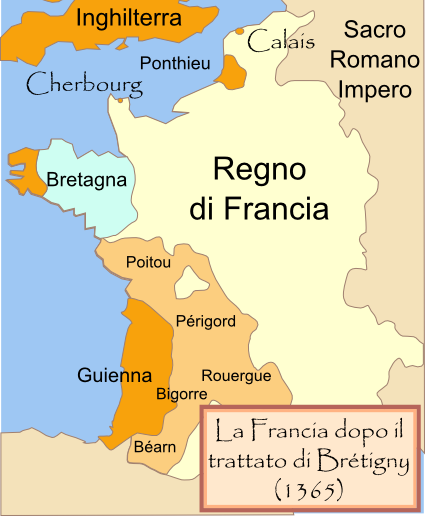
1365: La Francia dopo il trattato di Brétigny.
Territori controllati da Edoardo III
Territori ceduti dalla Francia all'Inghilterra per il trattato di Brétigny
Territori del duca di Bretagna, alleato degli inglesi

In seguito alla disfatta la Francia sprofondò nel caos: i borghesi di Parigi, stanchi delle continue svalutazioni monetarie e dell'imposizione di sempre nuove tasse, strapparono al delfino la Grande Ordonnance (1357) che concedeva agli Stati Generali il potere di autoconvocarsi, il potere di deliberare sulle imposizioni fiscali e infine il diritto di eleggere propri rappresentanti nel Consiglio del Re, mettendo così la monarchia sotto controllo. Questa situazione indusse il Delfino a scendere a patti con gli inglesi; quando giunse a Parigi la notizia degli accordi di Londra che concedevano agli inglesi la sovranità su un terzo della Francia senza contropartita, i borghesi si ribellarono (rivolta di Étienne Marcel, del 1358). Carlo fuggì allora da Parigi e organizzò una controffensiva, vessando ulteriormente la popolazione rurale per rifornire l'esercito. Scoppiarono così numerose rivolte di contadini, conosciute come jacquerie. I grandi borghesi parigini si rifiutarono però di appoggiare le rivendicazioni contadine: l'esercito dei nobili riuscì facilmente ad avere ragione dei rivoltosi, che furono massacrati; Parigi fu infine isolata, Marcel assassinato e il delfino poté tornare in città.
Edoardo pensò di approfittare della precaria situazione della monarchia francese e preparò un'offensiva verso Reims con l'intenzione di prenderla e farsi incoronare re di Francia. Tuttavia, nonostante un assedio di oltre un mese intrapreso nel dicembre 1359, la città resistette ed Edoardo fu costretto ad abbandonare i suoi propositi, per prepararsi a fare ritorno in patria. Entrambi i regni di Inghilterra e di Francia erano stremati, e Giovanni il Buono si affrettò a concludere definitivamente un patto con l'Inghilterra, concedendo a Edoardo III, col trattato di Brétigny del 1360, l'intera parte sudoccidentale della Francia (praticamente la Guienna) e un appannaggio di 4 milioni di scudi, ottenendo in cambio la rinuncia da parte del re inglese alle pretese dinastiche.

### Guerra carolina (1360-1389)

#### Preludio: il periodo di pace tra il 1360 e il 1369
A seguito del trattato di pace l'Inghilterra trattenne come prigionieri alcuni ostaggi francesi, in attesa del pagamento del riscatto stabilito. Tra di essi vi erano due dei figli di Giovanni II, diversi principi e nobili, quattro abitanti di Parigi e due cittadini di ciascuna delle diciannove principali città della Francia. Nel frattempo il re si adoperava a raccogliere fondi per pagare il riscatto. Nel 1362 uno degli ostaggi, il figlio Luigi I d'Angiò, fuggì da Calais dove era detenuto; Giovanni II, per senso dell'onore, si sentì obbligato a rientrare nuovamente in Inghilterra come prigioniero.

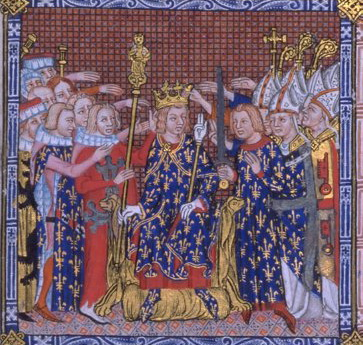
Carlo V di Francia sul trono

A peggiorare ulteriormente le cose erano i continui tentativi di Carlo il Malvagio, re di Navarra, di ottenere la corona, che perduravano fin dal 1354. Nel 1363 Carlo colse il momento apparentemente favorevole, dovuto alla prigionia di Giovanni II e alla debolezza politica del delfino di Francia, per rinnovare le proprie pretese regali. Sebbene non esistesse un trattato formale, Edoardo III d'Inghilterra appoggiò le mosse di Carlo rallentando deliberatamente i negoziati di pace. L'anno successivo Giovanni II morì a Londra ancora prigioniero degli inglesi e il figlio Carlo V gli succedette sul trono di Francia. Il 7 maggio 1364, tre giorni prima della sua incoronazione, la Navarra di Carlo il Malvagio subì una schiacciante sconfitta nella battaglia di Cocherel da parte delle truppe francesi condotte da Bertrand du Guesclin. L'anno successivo, con il primo trattato di Guérande in cui si confermava Giovanni V quale duca di Bretagna, si mise fine alla guerra di successione bretone: il ducato diveniva uno Stato vassallo del regno di Francia, pur godendo di ampia autonomia.
Una volta salito al trono Carlo V si ritrovò a gestire una situazione difficile: la Francia era nel pieno di una vasta crisi economica, un terzo del regno era controllato dagli inglesi e le rivolte contadine e autonomiste (come quella fiamminga) si susseguivano senza sosta, anche a causa degli aiuti inviati agli insorti dall'Inghilterra. Un altro grave problema nacque dalla smobilitazione degli eserciti: si trattava delle cosiddette Grandes compagnies, vere e proprie armate di mercenari privi di ingaggio che si erano dedicati al brigantaggio che terrorizzavano le popolazioni, saccheggiando e devastando. Nonostante tali difficoltà e ostacoli, Carlo V stabilì che occorreva riprendere le armi per riconquistare le terre perdute e, per fare ciò, ricorse a un pretesto.

#### Prima guerra civile castigliana

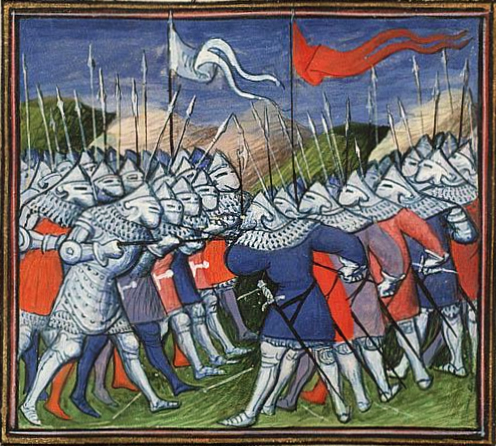
La battaglia di Nájera della prima guerra civile castigliana

Nel 1366 era scoppiata per cause dinastiche la prima guerra civile castigliana in cui le forze del sovrano Pietro I di Castiglia (detto "il Crudele"), sostenute dalla corona inglese, combatterono quelle del fratellastro Enrico di Trastámara (detto "il Misericordioso"), il quale godeva invece dell'aiuto francese. Carlo V di Francia inviò sul teatro delle operazioni un contingente militare forte di 12 000 uomini al comando di Bertrand du Guesclin.
Per fronteggiare la minaccia Pietro I fece appello all'Inghilterra e a Edoardo il Principe Nero, ma inizialmente non ricevette alcun aiuto; fu pertanto costretto ad abbandonare il suo regno e riparare in esilio in Aquitania. Tuttavia, poco dopo, fu lo stesso Principe Nero a mettersi alla testa di un esercito anglo-guascone diretto verso la Castiglia, dove sconfisse Enrico di Trastámara nella battaglia di Nájera del 3 aprile 1367, rimettendo Pietro sul trono. Ma Edoardo era ammalato e le sue truppe flagellate dalla dissenteria: gli inglesi dovettero abbandonare la Castiglia senza, peraltro, aver ricevuto quanto pattuito da Pietro per l'aiuto ricevuto. Cogliendo l'opportunità, Enrico e Bertrand du Guesclin tornarono all'attacco, attraversarono il regno d'Aragona loro alleato e occuparono la metà orientale del regno di Castiglia.
Dopo oltre un anno di stallo, il conflitto e la causa dinastica si risolsero con l'uccisione di Pietro I da parte, sembra, dello stesso fratello Enrico, in occasione di un incontro tra i due avvenuto nella notte tra il 22 e il 23 marzo durante la battaglia di Montiel. La Francia ottenne così l'alleanza della Castiglia, e in particolare della sua flotta che svolse un ruolo tutt'altro che marginale nel conflitto con l'Inghilterra, minacciando le rotte che attraversavano la Manica e cogliendo una strategica vittoria nella battaglia di La Rochelle combattuta il 22 giugno 1372.

#### Ripresa del conflitto: i successi di Carlo V di Francia

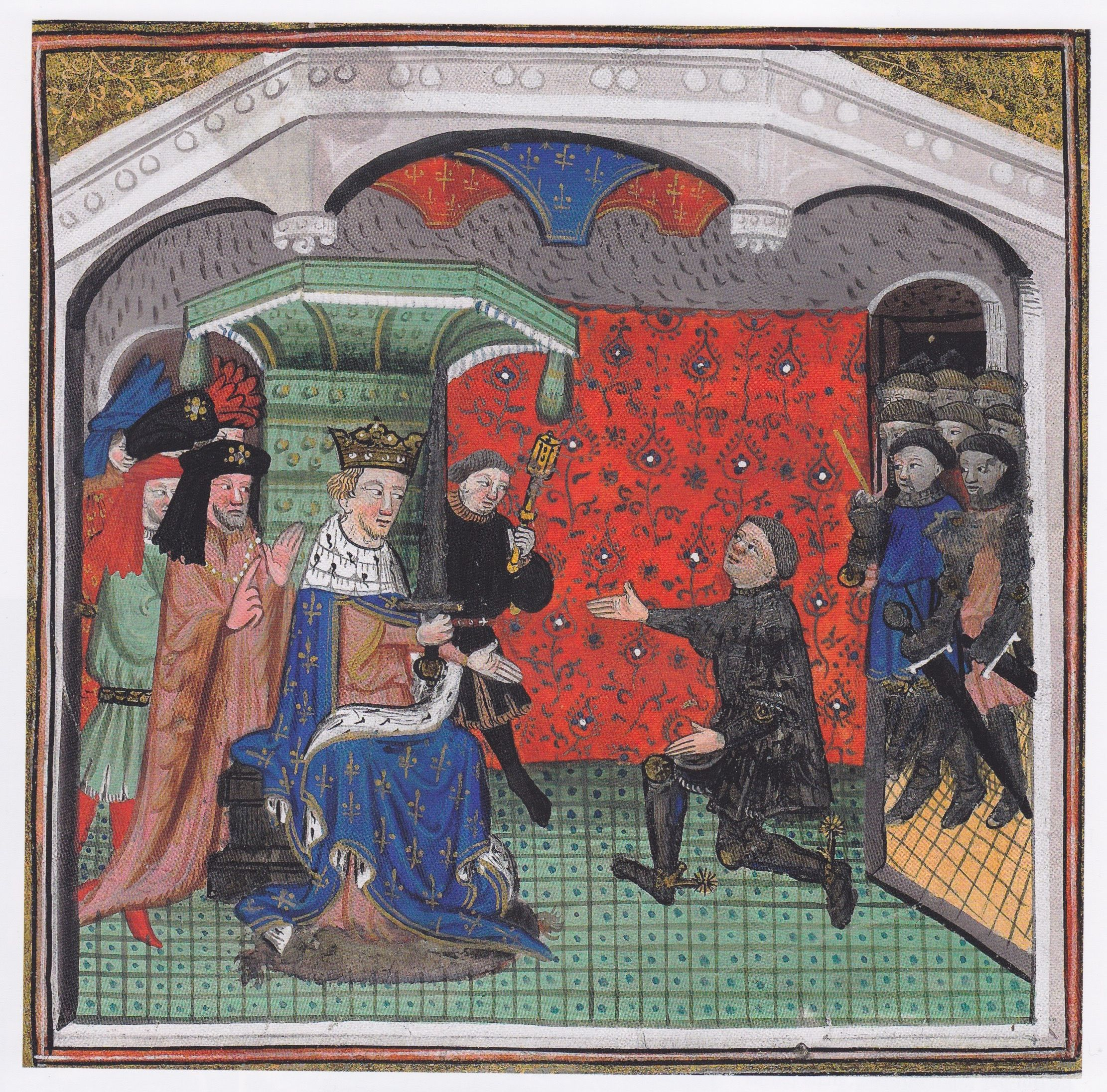
Il condottiero Bertrand du Guesclin viene nominato Connestabile di Francia

Una condizione degli accordi di pace stipulati a Brétigny prevedeva che in cambio della rinuncia inglese al trono di Francia il re francese avrebbe perso la sovranità su tutte le terre cedute e, così, Edoardo III aveva affidato i suoi possedimenti d'Aquitania al principe del Galles. Inizialmente il principe Edoardo fu benvoluto dai suoi sudditi, ricevendo l'omaggio feudale da centinaia di vassalli, e dimostrando notevoli capacità amministrative. Tuttavia le ingenti spese cagionate dalla fallimentare campagna castigliana non erano state ripianate, poiché re Pietro non aveva versato la cifra pattuita per l'aiuto ricevuto. A causa di ciò si introdusse nel 1368 un focatico, un'imposta che colpiva ogni singolo nucleo famigliare, di ben 10 scudi. Molti vassalli si ribellarono: in particolare il conte Giovanni I d'Armagnac si rivolse al re di Francia per un arbitrato, negando di fatto che l'Aquitania fosse un dominio inglese. La situazione precipitò e il 3 giugno, nel Palazzo di Westminster, Edoardo III si nominò nuovamente re di Francia. Il 30 novembre Carlo V confiscò l'Aquitania e pretese che il principe del Galles gli prestasse giuramento di fedeltà come vassallo. Al rifiuto del figlio del re d'Inghilterra la Francia rispose con la dichiarazione di guerra, riaccendendo il conflitto con i Plantageneti.
Le operazioni iniziarono dunque nel 1369 con una scorreria di Giovanni Plantageneto, I duca di Lancaster, nel nord della Francia. Questa volta la superiorità militare inglese non fu più tanto netta: la nuova tattica francese ideata da Bertrand du Guesclin e consistente nel cosiddetto "sciopero delle armi", ovvero nell'evitare lo scontro campale prediligendo una guerra di logoramento, colse del tutto impreparati i nemici che, abituati alla vecchia guerra d'incursione, si impegnavano in lunghe e infruttuose spedizioni di devastazione. Carlo V perciò riuscì a conseguire svariati successi e, in meno di dieci anni, riconquistò la maggior parte delle terre precedentemente perse: nel 1380 agli inglesi rimanevano solo le città di Calais, Cherbourg, Brest, Bordeaux e Bayonne. La vittoria sembrava a portata di mano, ma la Francia fu nuovamente risucchiata da un'ondata di rivolte.

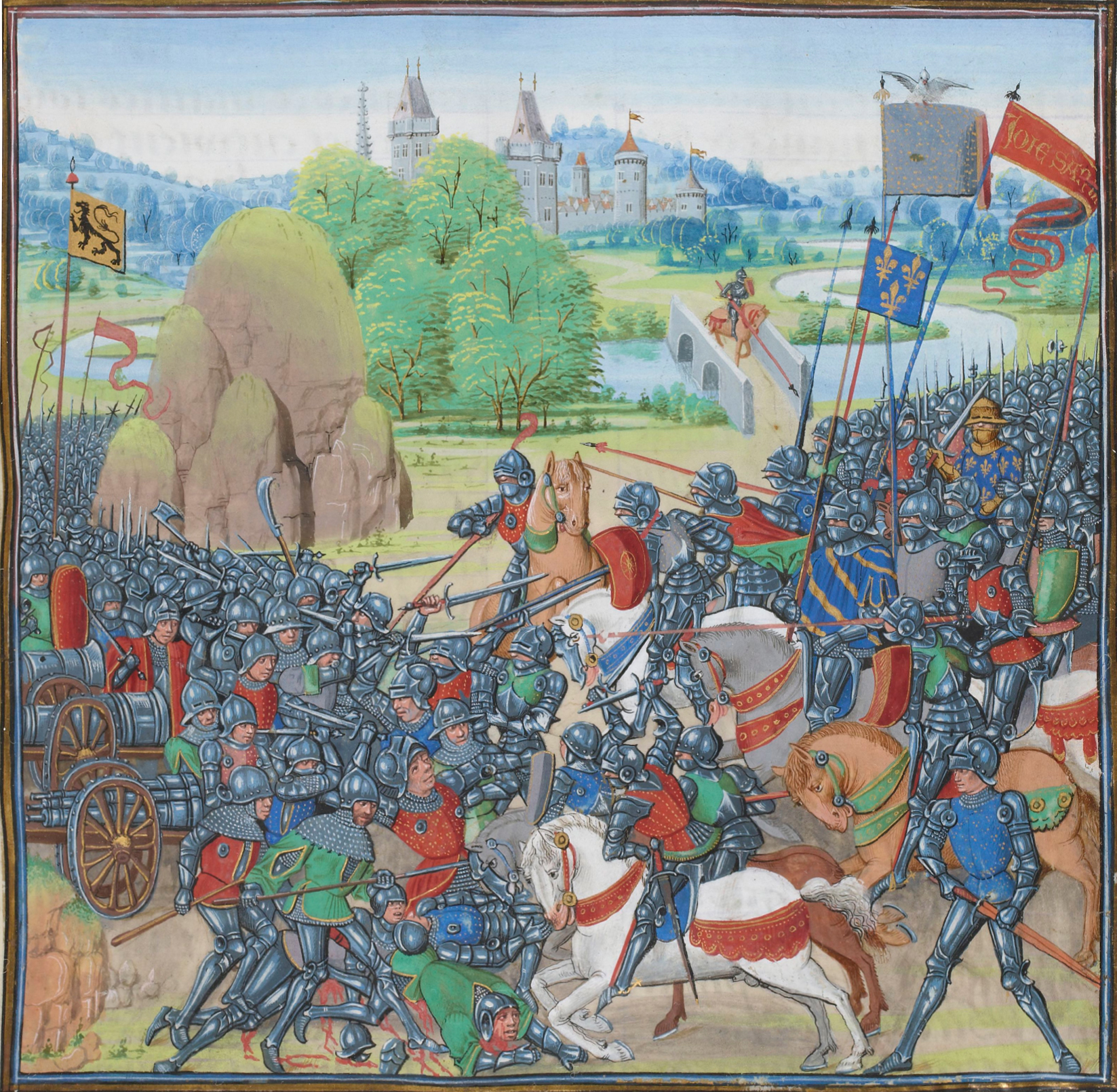
La battaglia di Roosebeke, miniatura di Loyset Liédet

Oppresse dal peso di una pesante fiscalità, infatti, le città delle Fiandre si erano ribellate e pretendevano il riconoscimento dell'indipendenza. Gli inglesi fecero grande affidamento sulla sollevazione, in quanto da sempre avevano interessi in quella regione. La Francia, tuttavia, con l'aiuto di Filippo II di Borgogna, sconfisse nel 1382 i ribelli nella battaglia di Roosebeke, senza però riuscire a prendere Gand. Il duca borgognone fu ricompensato con l'annessione delle Fiandre ai propri domini.
Nel frattempo si era anche tentata una soluzione diplomatica al conflitto: tra il luglio 1375 e il giugno 1377 si erano svolti negoziati a Bruges a cui avevano partecipato come mediatori dei legati inviati da papa Gregorio XI. Nonostante ciò non fu possibile trovare una posizione che conciliasse i belligeranti; nemmeno la proposta di una tregua della durata di quarant'anni poté essere accolta. Vi fu anche un avvicendarsi dei protagonisti del conflitto. Il 21 giugno 1377 era morto Edoardo III d'Inghilterra, a cui succedette il nipote Riccardo II di soli 10 anni, mentre Edoardo il Principe Nero era scomparso già l'anno precedente. Il regno di Riccardo si aprì subito con una crisi: dovendo far fronte alle ingenti spese militari, la corona accrebbe la pressione fiscale suscitando malcontento nella popolazione, che sfociò nella rivolta dei contadini, iniziata nel maggio 1381 a seguito della predicazione di John Wyclif. Anche sul trono di Francia sedeva ora un regnante diverso: Carlo V era infatti morto il 16 settembre 1380 lasciando il posto al figlio Carlo VI.
A seguito dello Scisma d'Occidente gli inglesi decisero di appoggiare papa Urbano VI, il primo pontefice non francese dopo la fine della cattività avignonese. Questi, il 6 dicembre 1382, aveva indetto una crociata contro i francesi sostenitori dell'antipapa Clemente VII. A essere incaricato dell'impresa militare fu il vescovo di Norwich Enrico Despenser detto il "vescovo guerriero". Despenser sbarcò quindi nel maggio 1383 a Calais riuscendo a conquistare tutta la costa fiamminga e arrivando ad assediare Ypres. Non ricevendo però gli aiuti sperati da parte inglese, spaventato dall'ingente contrattacco francese, il vescovo dovette abbandonare le terre conquistate e fare un precipitoso ritorno in Inghilterra. Gli eventi portarono a una nuova tregua, seppur breve, che avrebbe fermato le ostilità dal 26 gennaio 1384 al 1º maggio 1385.

#### Armagnacchi e Borgognoni

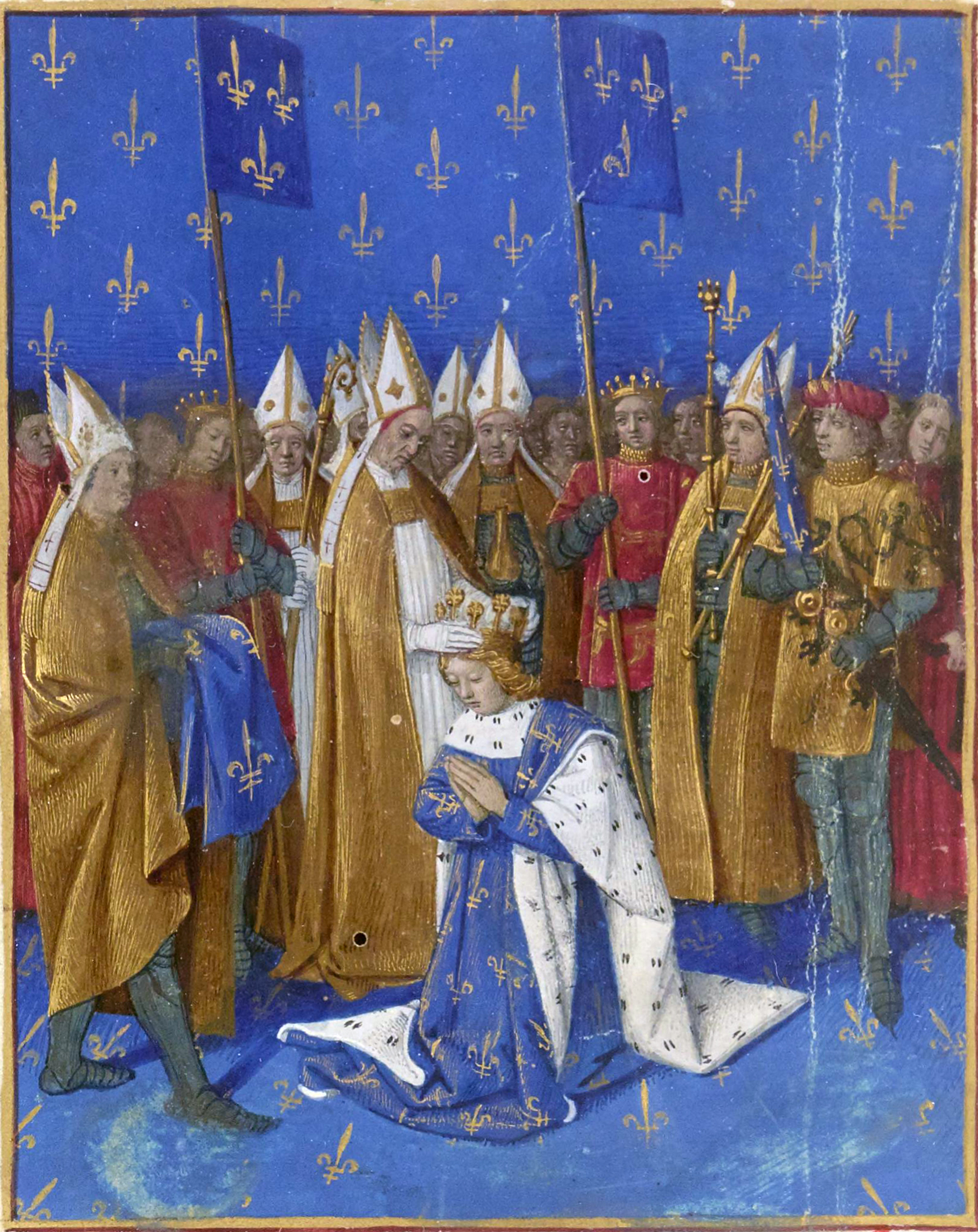
Incoronazione di Carlo VI di Francia. Ben presto il re mostrò segni di squilibrio mentale rendendo necessario l'istituzione di un consiglio di reggenza

Con la salita al trono di Carlo VI la politica francese proseguì sulla falsariga di quella seguita sotto il monarca precedente, ed in questo modo la posizione dei Valois continuò a rafforzarsi. Complici la vittoria di Roosebeke e il fallimento della crociata di Despenser, i francesi tornarono a pianificare una strategia offensiva. Il piano era attaccare direttamente l'Inghilterra, sbarcando sia nei pressi dell'estuario del Tamigi per dirigersi su Londra, sia in Scozia per impegnare gli inglesi a nord. Le oggettive difficoltà di simili operazioni frenarono comunque gli entusiasmi francesi e ben presto le ostilità ristagnarono nuovamente: nell'agosto 1388 entrò in vigore una tregua che l'anno seguente divenne generale, segnando un riavvicinamento tra i due contendenti. La tregua fu quindi conclusa il 9 marzo 1396 a Parigi e, nelle intenzioni dei negoziatori, era previsto che dovesse durare fino al 1426. I termini dell'accordo, in realtà, non furono sempre rispettati e in molte occasioni si verificarono scontri, seppur di lieve intensità in quanto nessuno dei belligeranti era in grado di costituire forze di rilevanti dimensioni.
A partire dal 1392 Carlo VI di Francia aveva iniziato a mostrare una personalità sempre più instabile fino ai primi segni di pazzia. A causa di ciò, dall'anno seguente, il paese fu messo sotto il governo di un consiglio di reggenza presieduto dalla regina Isabella. Il membro più influente del consiglio era il duca di Borgogna Filippo l'Ardito che era anche zio di Carlo VI: egli era contrastato dal fratello del re, Luigi d'Orléans.

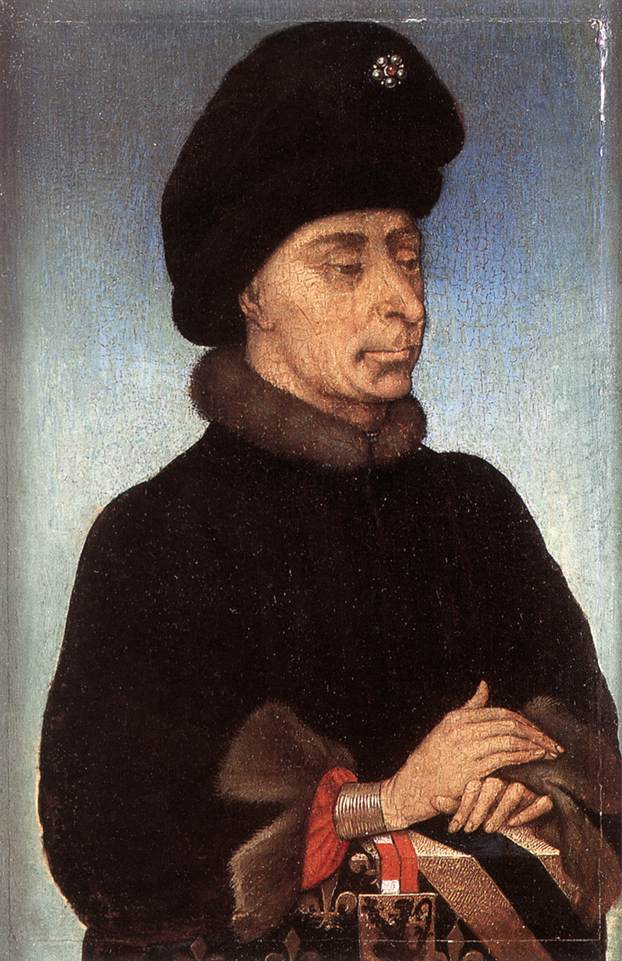
Giovanni senza Paura, ritratto di scuola olandese, del 1415 circa

Nel 1404 Filippo l'Ardito morì e suo figlio, il nuovo duca di Borgogna Giovanni senza Paura, ebbe nel consiglio di reggenza un'influenza molto minore del padre e si scontrò con Luigi d'Orléans per ottenere il controllo della Francia. Nel 1407 l'uccisione del duca Luigi a opera dei partigiani di Giovanni fece sfociare la lotta per il potere in una vera e propria guerra civile. Il successore di Luigi fu il figlio Carlo che, nel suo desiderio di vendetta, raccolse intorno a sé diversi nobili, detti orleanisti, e nel 1410 si alleò con il suocero Bernardo VII, conte d'Armagnac e i suoi cavalieri guasconi (da cui il nome di Armagnacchi). Egli intraprese così un'accanita lotta contro la fazione dei Borgognoni. Questi ultimi non esitarono a chiedere l'aiuto degli inglesi per assicurarsi la vittoria, aprendo l'ultima e decisiva fase della guerra dei cent'anni.
Nel frattempo, il 16 settembre 1400, Owain Glyndŵr era stato incoronato Principe di Galles. Nel 1405, i francesi si allearono con Glyndŵr e con i castigliani in Spagna; scoppiò una vasta ribellione, la più grande contro l'autorità dell'Inghilterra dalla conquista del 1282-1283 e quasi contemporanea alla lotta intestina francese. L'esercito franco-gallese avanzò fino a Worcester, mentre gli spagnoli diressero le proprie galee contro la Cornovaglia a Southampton, saccheggiando e distruggendo i porti inglesi, prima di riparare a Harfleur. La ribellione di Glyndŵr fu infine sedata nel 1415 ma comportò per un certo tempo la semi-indipendenza del Galles.

### Guerra dei Lancaster (1415-1429) e unione delle corone

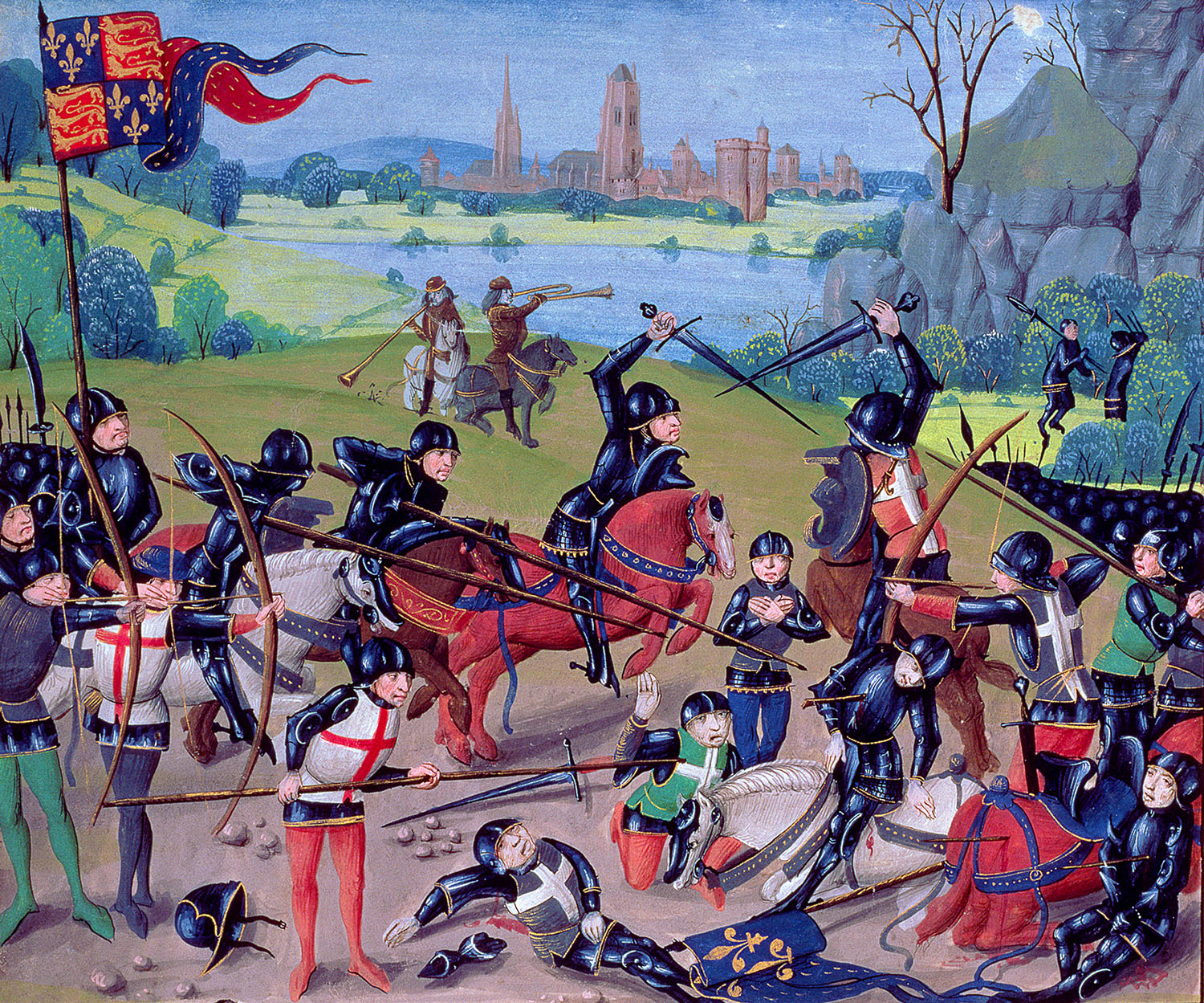
La battaglia di Azincourt in una miniatura del 1422 circa

Nel 1411 il duca di Borgogna Giovanni senza Paura, desideroso di conquistare il trono francese, aveva chiesto aiuto al re inglese, promettendogli in cambio alcune città fiamminghe e il supporto in una futura campagna in Normandia. A quel tempo sul trono inglese, dopo la deposizione di Riccardo II nel 1399 (morto l'anno successivo) e la fine della dinastia dei Plantageneti, sedeva il primo monarca dei Lancaster: Enrico IV. Enrico, già stanco e malato, accettò l'alleanza ma si dimostrò prudente, inviando solo una parte delle proprie forze a supporto del borgognone.
Fu pertanto il giovane e ambizioso Enrico V d'Inghilterra, incoronato alla morte del padre avvenuta nel 1413, a ravvivare le pretese al trono di Francia e a preparare una spedizione militare, approfittando della guerra civile che indeboliva in quel momento i francesi. Così, dopo aver tentato una strada diplomatica che gli rese evidente l'impossibilità di ottenere per vie pacifiche la Normandia, si decise a muovere verso il continente. Le truppe inglesi, circa 12 000 uomini, sbarcarono a Chef-de-Caux il 14 agosto 1415 e misero sotto assedio Harfleur. La città resistette più a lungo del previsto ma alla fine si arrese il 22 settembre. I francesi, quindi, radunarono un ingente esercito per contrastare gli invasori: le due potenze si scontrarono il 25 ottobre 1415 nella battaglia di Azincourt, a nord della Somme. Nonostante l'inferiorità numerica, l'esercito di Enrico V colse una grande vittoria, sbaragliò l'esercito francese e fece prigioniero, fra gli altri, il maresciallo di Francia Jean II Le Meingre detto Boucicault. Circa il 40% della nobiltà francese perì nel sanguinoso scontro.

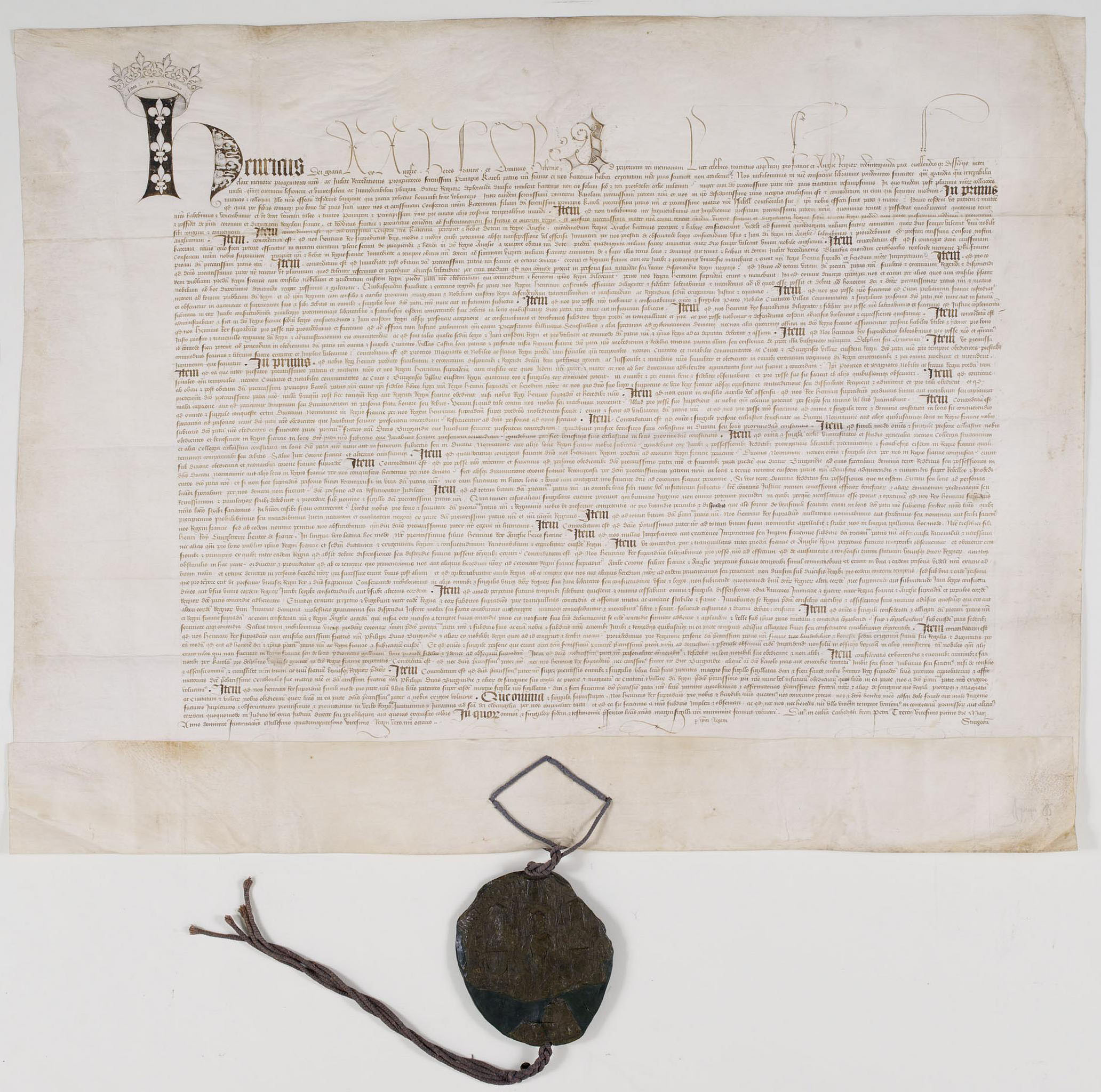
Ratifica del trattato di Troyes tra Enrico V e Carlo VI. Atto scritto in latino e datato 21 maggio 1420

Enrico, forte del sostegno popolare per la vittoria ottenuta, con una fortunata attività diplomatica ruppe l'alleanza tra i francesi e l'imperatore Sigismondo, attraverso la stipula del trattato di Canterbury (15 agosto 1416). Con tale atto, Enrico sostenne l'azione diplomatica svolta da Sigismondo nel Concilio di Costanza per porre fine allo Scisma d'Occidente; da parte sua, Sigismondo si dichiarò favorevole a riconoscere la legittimità della guerra intrapresa da Enrico stesso. L'8 ottobre il sovrano Lancaster rinsaldò l'alleanza con Giovanni senza Paura incontrandolo a Calais, dove pare che Giovanni fosse disposto a riconoscere Enrico V re di Francia. La Francia, nel frattempo, stava sempre più sprofondando nella completa anarchia: la sconfitta navale subita alla foce della Senna proprio il 15 agosto 1416, il fallimento delle trattative per ostacolare la coalizione con Sigismondo e la morte, nell'aprile 1417, del delfino di Francia Giovanni, contribuirono a demoralizzare la corte francese. Con un re folle, la minaccia perenne del duca di Borgogna e l'esercito francese annientato, Enrico poteva rivendicare la corona di Francia, data la giovane età del nuovo delfino, il quattordicenne Carlo VII di Francia.

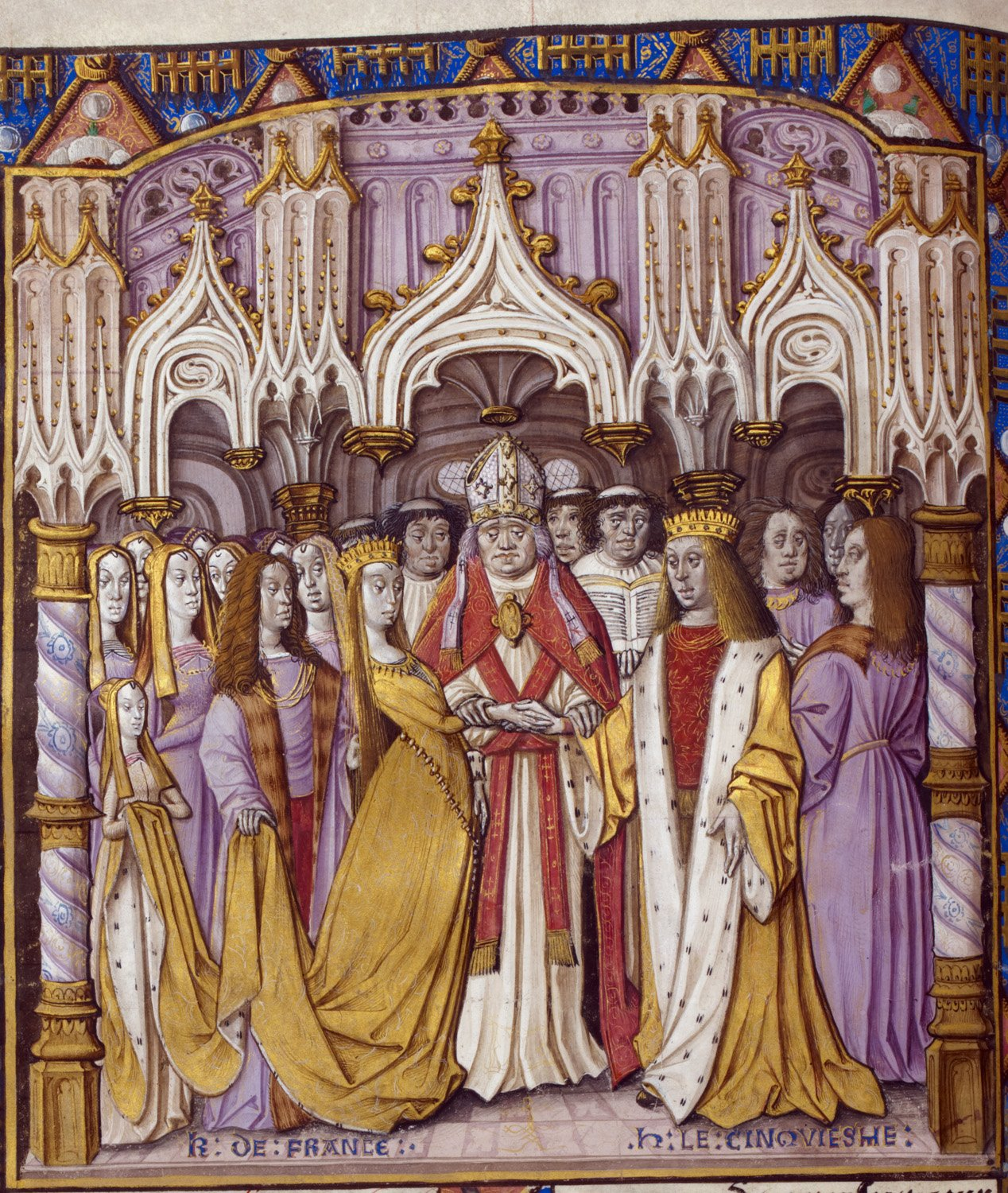
Matrimonio di Enrico con Caterina di Valois

Enrico sbarcò, quindi, in Francia nell'agosto 1417 alla testa di oltre 10 000 soldati. Le forze congiunte degli inglesi e dei borgognoni occuparono in breve tempo l'intera parte settentrionale del regno: nel 1417 cadde Caen, nel gennaio 1419 presero Rouen a cui seguirono Alençon, Cherbourg, Évreux. Inoltre, nonostante l'assassinio di Giovanni senza Paura, i borgognoni avevano mantenuto il controllo di Parigi e agli armagnacchi non restò quindi che scendere a patti.
Nel 1420 gli accordi tra Enrico d'Inghilterra e Carlo VI di Francia portarono al trattato di Troyes, firmato dalla regina Isabella, poiché il marito era stato nuovamente colpito da un episodio d'insanità mentale. Nel trattato si stabiliva che a Enrico sarebbe andata in sposa la figlia di Carlo, Caterina di Valois, e i loro figli avrebbero ereditato il trono di Francia, creando una «doppia monarchia». Il trattato delegittimava il delfino Carlo VII, che, come riferì suo padre, con il suo coinvolgimento nell'omicidio di Giovanni senza paura, si era «reso indegno di succedere al trono e di qualsiasi altro titolo». Enrico entrò a Parigi nello stesso anno e il trattato fu ratificato dagli Stati Generali.
Enrico V si ammalò e morì nel 1422; il figlio Enrico VI fu incoronato a soli nove mesi, secondo i dettami del trattato, come "Re di Francia e d'Inghilterra". La madre, Caterina di Valois, fu allontanata dal figlio e non lo poté educare poiché il consiglio di reggenza inglese (che fu costituito per l'età prematura del nuovo re ed era capeggiato dal signore di Bedford) pensava potesse influenzare il bambino facendolo passare dalla parte francese. Dall'altra parte della Manica, nello stesso anno, moriva anche Carlo VI e i sostenitori del delfino respinsero gli accordi di Troyes proclamando anche Carlo VII re di Francia.
Gli inglesi, a questo punto, pensarono che fosse giunto il momento propizio per dare il colpo di grazia al regno di Francia e violando i patti ripresero le ostilità. Il 30 luglio 1423 gli anglo-borgognoni sconfissero l'esercito del delfino nella battaglia di Cravant e il 17 agosto dell'anno successivo confermarono la loro superiorità strategica e militare nella battaglia di Verneuil, in cui i principali capitani francesi furono catturati o uccisi. Il 12 ottobre 1428 gli inglesi si apprestarono ad assediare Orléans, città simbolo della parte armagnacca, mentre il delfino Carlo VII si era ritirato nel meridione.

### Giovanna d'Arco e la vittoria francese (1429-1453)

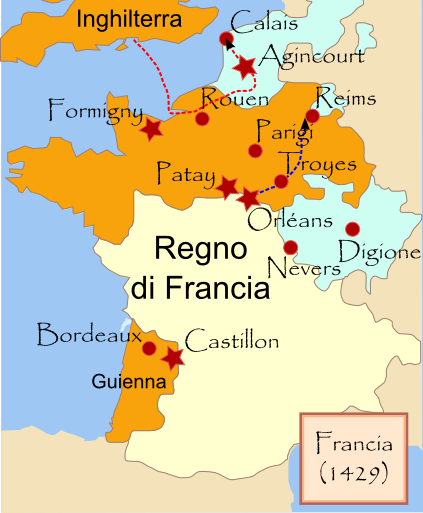
Situazione nel 1429
Territori controllati da Enrico V
Territori controllati dal duca di Borgogna
Territori controllati dal delfino Carlo
Principali battaglie
--- Attacchi inglesi nel 1415
--- Viaggio di Giovanna d'Arco verso Reims nel 1429

Territori controllati da Enrico V
     Territori controllati dal duca di Borgogna
     Territori controllati dal delfino Carlo
     Principali battaglie

#### Giovanna d'Arco
Il delfino di Francia Carlo VII palesava tutta la sua debolezza non riuscendo a organizzare un appropriato contrattacco che riuscisse a fermare gli inglesi. Un tentativo francese, passato alla storia come la battaglia delle aringhe del 12 febbraio 1429, di intercettare un convoglio di rifornimenti per le truppe inglesi che assediavano Orléans, si rivelò un disastro. Era chiaro che la città sarebbe presto caduta. In questa congiuntura una giovane contadina lorenese, Giovanna d'Arco, si recò a Chinon, tra la fine di febbraio e l'inizio del marzo 1429, e dichiarò al delfino Carlo di essere stata inviata da Dio per risollevare le sorti del regno di Francia. La ragazza sosteneva di essere stata spinta ad agire in prima persona dalle voci dell'arcangelo Michele e delle sante Caterina d'Alessandria e Margherita di Antiochia. Giovanna riuscì a convincere sia il delfino che gli alti dignitari del regno e così, alla testa di alcune truppe e con un proprio stendardo, lasciò Blois il 28 aprile per giungere a Orléans il giorno seguente.

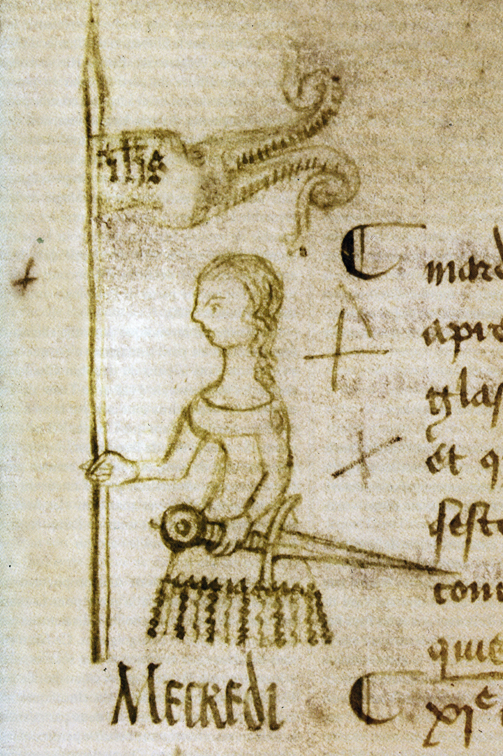
Ritratto di Giovanna d'Arco, dal registro del Parlamento di Parigi (1429)

Sebbene gli storici inglesi minimizzino il ruolo che ella ebbe nello svolgersi degli eventi, resta il fatto che da quel momento in poi la guerra sembrò registrare una svolta di non poco conto. Le truppe del delfino, guidate da Giovanna, ruppero l'assedio l'8 maggio e inflissero una pesante sconfitta alle forze inglesi: da tale impresa derivò il soprannome "pulzella d'Orléans". L'inaspettata vittoria elevò decisamente il morale dei francesi che, imbaldanziti, colsero una serie di ulteriori vittorie a Jargeau (11-12 giugno), a Meung-sur-Loire (15 giugno), a Beaugency (16-17 giugno) e infine a Patay (18 giugno), riuscendo a liberare tutti i territori occupati fino a Reims, dove Carlo VII fu incoronato re di Francia il 17 luglio. Tra il 3 e il 9 settembre i francesi guidati da Giovanna tentarono senza successo di assediare Parigi, in quel momento in mano inglese, confidando in una possibile sollevazione della popolazione cittadina.
Mentre secondo Giovanna sarebbe stato opportuno continuare la guerra fino alla totale cacciata degli inglesi, il sovrano preferì intavolare delle trattative col nemico. La "pulzella" allora continuò le proprie spedizioni fino a quando nel 1430 fu catturata dai Borgognoni durante la battaglia di Compiègne e consegnata agli inglesi per 10 000 lire tornesi. Fu processata per eresia e condannata a morte nel 1431, senza che apparentemente Carlo VII intervenisse. La figura di Giovanna fu riabilitata solamente al termine della guerra (1456) per diventare un personaggio leggendario della storia francese e uno dei simboli più significativi della Francia monarchica e cristiana.

#### Pace di Arras e fine delle ostilità

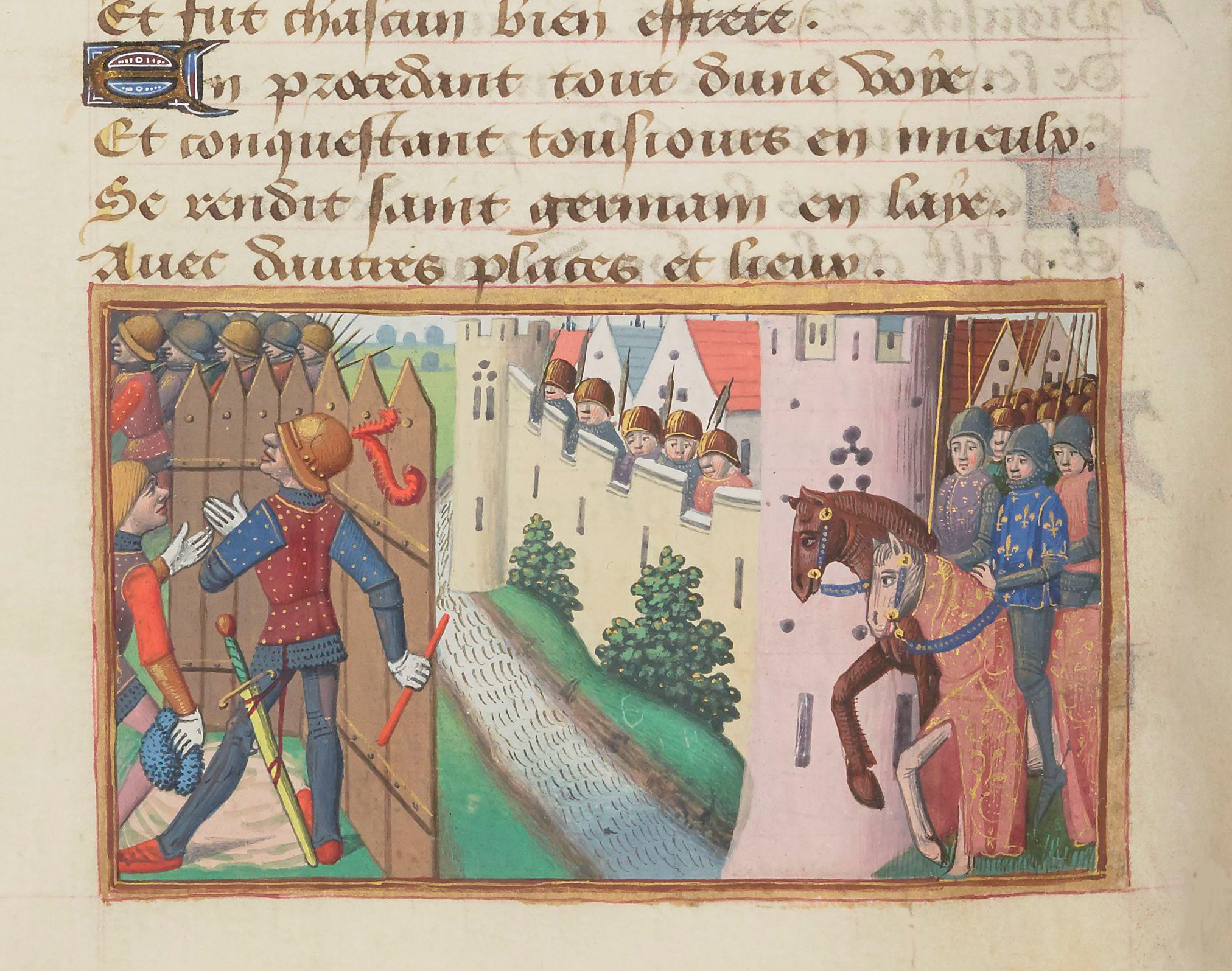
Illustrazione dell'assedio di Calais del 1436

Finita la guerra civile e scacciati gli inglesi da buona parte del territorio, Carlo VII convocò una riunione ad Arras per stipulare gli accordi per poter costituire il Regno di Francia e rendere definitiva la pace tra armagnacchi e borgognoni. La conferenza di Arras è ricordata per essere stata la prima conferenza europea: vi presenziarono i francesi, i borgognoni, i lussemburghesi e i Savoia. Carlo VII cedette a Filippo III di Borgogna la Contea di Mâcon e le città della Somme che costituirono con l'Olanda Settentrionale e meridionale gli Stati Generali dei Paesi Bassi, uno Stato nazionale basato sul modello francese. Inoltre il duca di Borgogna rimase vassallo del monarca francese ma diventò ufficialmente indipendente da questi. Il trattato di Arras, firmato il 21 settembre 1435, pose finalmente termine alla guerra civile tra Armagnacchi e Borgognoni, ma non affrontò il conflitto tra Francia e Inghilterra che, pertanto, andò avanti.

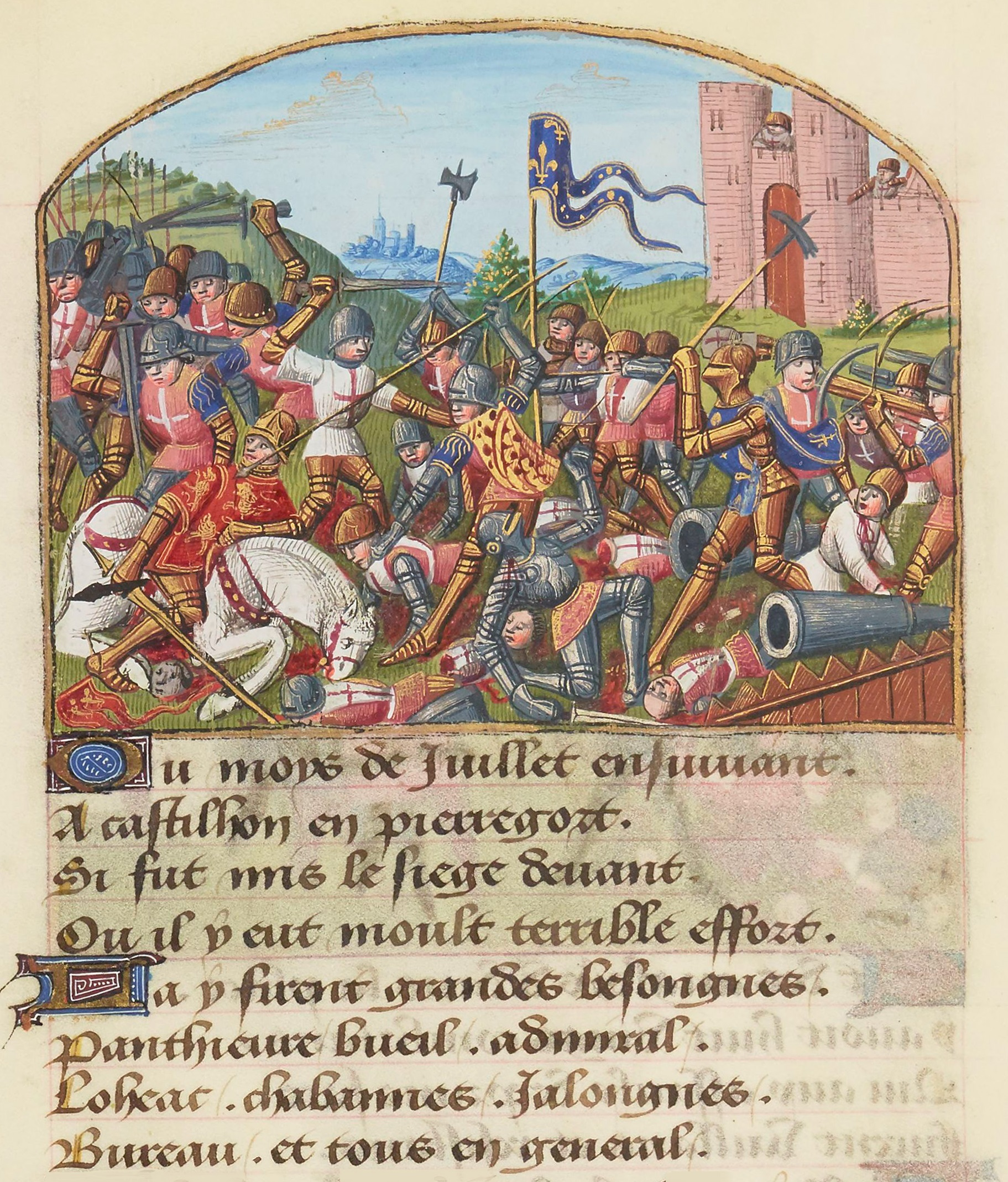
La battaglia di Formigny, miniatura su pergamena della fine del XV secolo

Il 9 luglio 1436 Filippo il Buono tentò di assediare Calais, nella speranza disattesa di poter avere il supporto degli olandesi. Gli inglesi sbarcarono dunque sul continente, in poco tempo ruppero l'assedio e dilagarono infine nella Fiandre, devastandole. I modesti fatti d'armi che seguirono portarono due anni più tardi alla stipula di alcune tregue. Nel frattempo il re di Francia si trovò nelle condizioni di attuare alcune sostanziali riforme sull'amministrazione del suo regno: il potere statale fu decisamente centralizzato, il sistema giudiziale rivisto, l'esercito abbandonò i caratteri feudali per essere riorganizzato secondo un modello più moderno ed efficiente con ampio utilizzo dell'artiglieria. In Inghilterra la parte politica che mirava all'ottenimento della pace, capeggiata da William de la Pole, I duca di Suffolk, prese lentamente il sopravvento. Nonostante i negoziati non fossero riusciti a conseguire la definitiva cessazione del conflitto, il 28 maggio 1444 venne stipulata la generale tregua di Tours che sarebbe rimasta in vigore fino al 1º aprile 1446.
In realtà le ostilità ripresero solo nel 1448 e l'anno seguente i francesi riconquistarono Rouen; nel 1450, guidati da Arturo III di Bretagna e Giovanni II di Borbone, colsero una vittoria decisiva contro gli inglesi nella battaglia di Formigny, completando la riconquista della Normandia in breve tempo: il 1º luglio e il 12 agosto furono rispettivamente riconquistate Caen e Cherbourg. Dopo questa fortunata campagna militare, Carlo VII concentrò gli sforzi sulla Guascogna, l'ultima provincia tenuta dagli inglesi. Bordeaux, la capitale, fu assediata e presa il 30 giugno 1451. Tuttavia, in gran parte a causa delle simpatie del popolo guascone verso gli inglesi, questo risultato fu vanificato da John Talbot, I conte di Shrewsbury che, alla guida di un nuovo esercito, fu capace di strappare la città ai francesi il 23 ottobre 1452. Gli inglesi furono comunque definitivamente sconfitti nella battaglia di Castillon, combattuta il 17 luglio 1453. Talbot era stato convinto a ingaggiare la battaglia a Castillon-la-Bataille, vicino a Bordeaux; durante lo scontro, a un certo punto, i francesi sembrarono ritirarsi verso il loro accampamento e gli inglesi si lanciarono all'inseguimento solo per essere martellati dalla ben posizionata artiglieria avversaria: il conte di Shrewsbury perì con il figlio e centinaia dei suoi uomini. Con l'esercito inglese decimato e incapace di proseguire le ostilità, Bordeaux fu assediata nuovamente e ripresa, e sia la Guienna che la Normandia passarono definitivamente sotto saldo controllo francese. Agli inglesi rimase solo il porto di Calais che fu riconquistato militarmente dai francesi solo nel 1558, conquista poi riconosciuta definitivamente l'anno successivo con la Pace di Cateau-Cambrésis.

#### Trattato di Picquigny

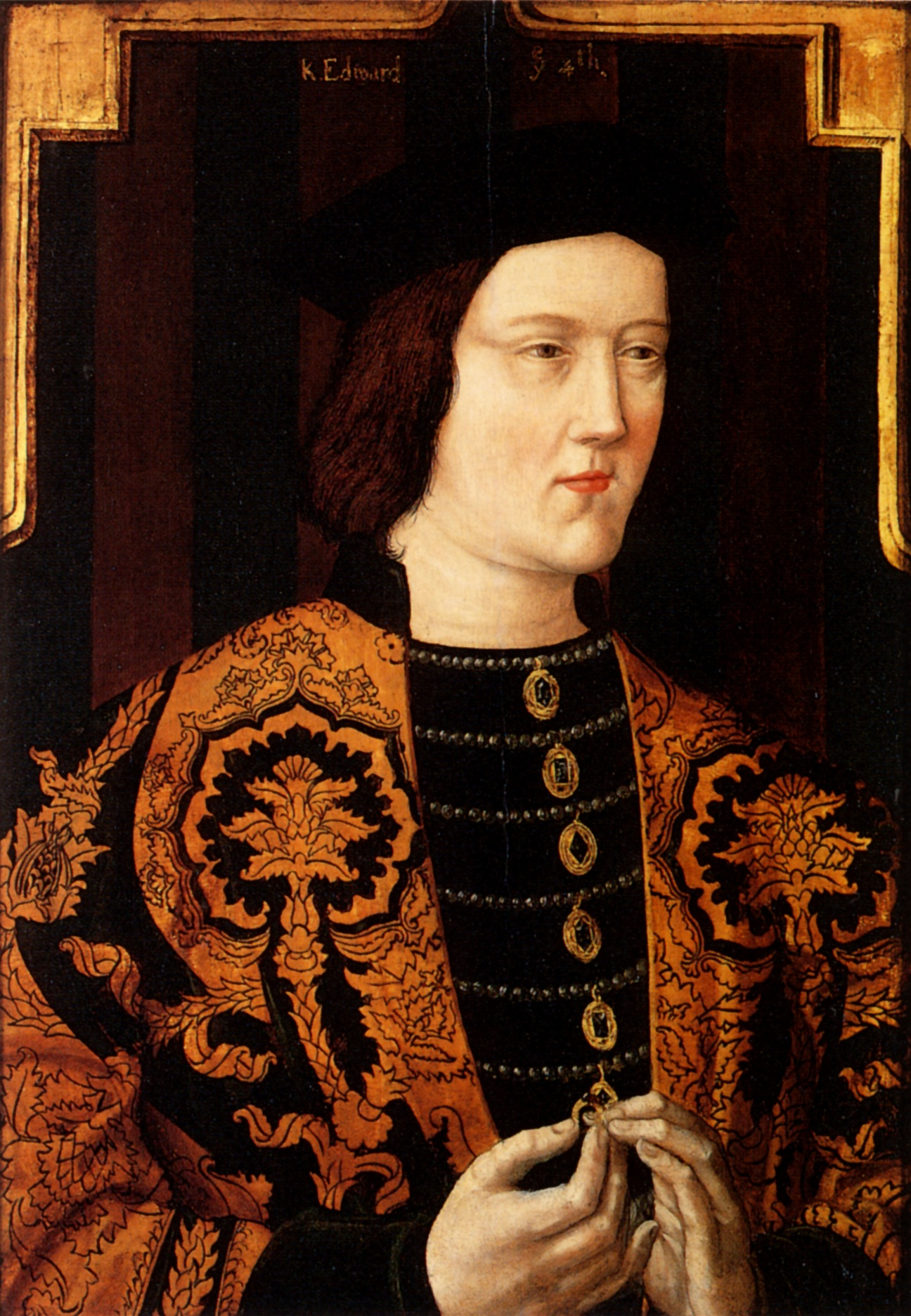
Edoardo IV d'Inghilterra

Le disfatte subite in Francia non portarono subito alla pace poiché un qualunque trattato avrebbe significato la rinuncia da parte degli inglesi a qualsiasi pretesa sul trono francese. Sebbene la battaglia di Castillon sia considerata l'ultima battaglia della guerra dei cent'anni, Inghilterra e Francia rimasero formalmente in conflitto per altri 20 anni, ma gli inglesi non furono in grado di portare avanti le ostilità in quanto occupati ad affrontare gravi disordini interni. Dopo la sconfitta nella guerra, i proprietari terrieri inglesi recriminarono vivamente per la perdita dei loro possedimenti continentali; questa è generalmente considerato una delle cause principali della guerra delle due rose, iniziata nel 1455.
Nel 1474 la guerra dei cent'anni fu sul punto di riprendere, quando il duca Carlo I di Borgogna, detto il Temerario, contando sul supporto inglese, imbracciò le armi contro Luigi XI di Francia. Luigi riuscì a isolare i borgognoni comprando la neutralità di Edoardo IV d'Inghilterra con una grande somma in denaro e una rendita annuale, secondo quanto stipulato nel trattato di Picquigny del 1475. Questo trattato pose fine ufficialmente alla guerra dei cent'anni, poiché Edoardo IV rinunciò alla sua pretesa al trono di Francia. Tuttavia i futuri re d'Inghilterra (e in seguito di Gran Bretagna) continuarono a rivendicare il titolo fino al 1803, quando ogni velleità fu lasciata cadere per deferenza all'esilio di re Luigi XVIII, riparato in Inghilterra dopo la Rivoluzione francese.
I conflitti anglo-francesi ripresero sotto altra veste nei primi anni del XVI secolo durante le guerre d'Italia e poi nuovamente verso la fine del XVII secolo e fino al 1815, in quella che è definita da alcuni storici la seconda guerra dei cent'anni.

## Conseguenze
La guerra dei cent'anni coprì per intero l'ultimo scorcio del Medioevo e di conseguenza Inghilterra e Francia (in particolare quest'ultima) alla fine del conflitto apparivano molto differenti rispetto a prima. L'Inghilterra si trasformò, in seguito alla pace finale, da potenza con forti interessi sulla terra ferma a stato marittimo del tutto tagliato fuori dalle vicende continentali. Gli stravolgimenti maggiori si ebbero però in Francia: se all'inizio del Trecento il regno aveva un'impronta fondamentalmente feudale e la corona deteneva solo un potere limitato, a metà Quattrocento un esercito permanente aveva soppiantato le milizie feudali e cittadine, l'autorità regia rappresentata dai balivi si era estesa a tutto il territorio ed era stata creata una fiscalità centrale. Il potere dei feudatari inoltre era stato notevolmente limitato e non erano più presenti possedimenti stranieri (con le uniche eccezioni di Calais e della Borgogna) all'interno dei confini.

### Demografiche

Diffusione della peste nera in Europa; l'epidemia causò molte più vittime della guerra

I combattimenti durante la guerra dei cent'anni causarono un numero limitato di morti dirette. Consideratane la durata vi fu un relativamente esiguo numero di battaglie che raramente coinvolsero più di 10 000 uomini, spesso causando poche vittime per via dell'usanza del tempo di risparmiare i prigionieri allo scopo di ottenere un riscatto. Tuttavia a Poitiers (1356) o ad Azincourt (1415) gli inglesi, desiderando indebolire in modo duraturo la cavalleria francese, non fecero alcun prigioniero, il che ebbe la conseguenza di decimare la nobiltà francese. Alcuni autori hanno stimato che il 40% della cavalleria francese scomparve durante la battaglia di Poitiers e almeno il 70% ad Azincourt. Questo comportò un notevole rinnovamento dell'aristocrazia, la qual cosa contribuì alla sua perdita di potere: nella Beauce, per esempio, nel Cinquecento, solo il 19% dei nobili poteva vantare un'origine del proprio titolo anteriore a quel secolo.
Ben più devastante della guerra fu la peste nera che colpì l'Europa tra il 1347 e il 1353, ma che continuò a ripresentarsi a intervalli relativamente costanti fino alla metà del XV secolo, portandosi via circa il 30% della sua popolazione. Tra il 1310 e il 1320, la Francia contava circa 21 milioni di abitanti all'interno degli attuali confini; un secolo dopo, nel 1430, tale conta era scesa a circa 8-10 milioni, con una perdita del 60% della popolazione, che tornava al livello dell'anno Mille. In Inghilterra intorno al 1400 si scese a 2,1 milioni di abitanti rispetto ai 4 milioni dell'inizio della guerra. Sempre oltre Manica, si osservava una desertificazione della campagna che accentuò la transizione verso una società commerciale con una forte concentrazione dei poteri nelle città, mentre la Francia manteneva una popolazione agricola del 90%.

### Economiche
All'inizio del conflitto l'esercito francese, come del resto tutti gli altri eserciti feudali, non comportava costi eccessivi per la corona: i vassalli avevano il dovere di sopperire a tutte le spese dei propri contingenti se la mobilitazione era limitata a poche settimane. La proclamazione dell'eribanno, inoltre, forniva un aumento considerevole delle entrate e scongiurava un rapido consumo del modesto tesoro regio. Tuttavia l'uso massiccio dei mercenari e il declino dell'istituzione dell'eribanno comportarono uno stravolgimento del sistema finanziario francese; occorse incrementare il processo di svalutazione monetaria, ovvero diminuire le percentuali d'oro e d'argento delle monete per disporre di più denaro liquido, mossa che provocò effetti negativi sull'economia. La pressione fiscale si impennò, l'esazione si fece permanente e più incisiva e gli scambi commerciali furono resi insicuri. L'aumento delle tasse fu dovuto anche ai costi sempre più gravosi per i feudatari, equipaggiati con armature sempre più complesse e circondati da lance decisamente più numerose che in passato. La nobiltà, pertanto, andò incontro a un generale impoverimento e rispose alzando i carichi fiscali richiesti ai contadini; costoro, già schiacciati dalla tassazione regia di guerra, si ribellarono in massa, ma in realtà furono le città ad affrontare le maggiori spese durante il conflitto. Al contrario furono le campagne a subire le maggiori devastazioni, specie in Francia, ove gli inglesi applicarono il modello strategico teorizzato da sir John Fastolf, articolato su azioni di saccheggio e di offesa alla stessa popolazione civile, allo scopo di seminare il terrore e privare di risorse l'avversario.
In ambito più prettamente finanziario, la guerra ebbe ripercussioni immense sull'economia dell'Europa intera. A causa del passivo sempre più accentuato i regni dovettero fare ricorso massiccio al credito, impegnandosi con le maggiori banche del tempo, tanto da essere costretti a volte a dichiarare bancarotta, come l'Inghilterra (1343). Ciò portò al fallimento delle due più importanti famiglie di banchieri dell'Europa del tempo, i Bardi e i Peruzzi. Il generale calo demografico e il flagello della peste portarono a un costante aumento dei prezzi in una situazione di offerta di moneta costante. Di conseguenza i prodotti orientali divennero più competitivi e il deficit commerciale a favore dell'Oriente incrementò; ciò incoraggiò i commerci a lunga distanza e i progressi tecnici nella nautica, peraltro già in atto nel XIII secolo. Le navi divennero più manovrabili grazie al miglioramento del timone, crebbero di dimensioni e furono introdotte nuove tecniche di navigazione, favorite dal perfezionamento della bussola grazie agli studi di Pierre de Maricourt sul magnetismo. Fu così possibile applicare una correzione matematica alla declinazione magnetica e introdurre la balestriglia per misurare la latitudine. Queste innovazioni resero possibile la navigazione transoceanica e posero le basi per le grandi scoperte geografiche. L'insicurezza delle vie terrestri, invece, comportò danni all'economia delle Fiandre e della Francia, in quanto il commercio tessile si spostò via mare, aggirando la penisola iberica a beneficio dei commercianti italiani. Le ripetute sospensioni dei traffici attraverso La Manica ebbero seri contraccolpi sull'industria tessile fiamminga che, all'inizio del conflitto, importava lana inglese: per colmare questa lacuna gli inglesi si resero maggiormente indipendenti, imparando a trasformare la propria lana in capi di abbigliamento. Nel 1337, come incentivo a tale trasformazione, il re d'Inghilterra emanò delle riforme: aumentò le tasse sui capi non di lana, concesse ampi privilegi ai lavoratori stranieri che si fossero stabiliti nelle città inglesi, proibì l'esportazione di lana nelle Fiandre e l'importazione di vestiti. Di conseguenza molti tessitori fiamminghi itineranti emigrarono in Inghilterra per tentare la fortuna, tanto che le Fiandre si trovarono in crisi demografica già prima delle peste. Non solo: il paese reindirizzò le esportazioni di lana in Spagna, un primo passo della futura integrazione nella sfera economica nella casa d'Asburgo, e privilegiò altri settori, come quello bancario, per compensare la forte concorrenza inglese nel settore tessile.

### Militari

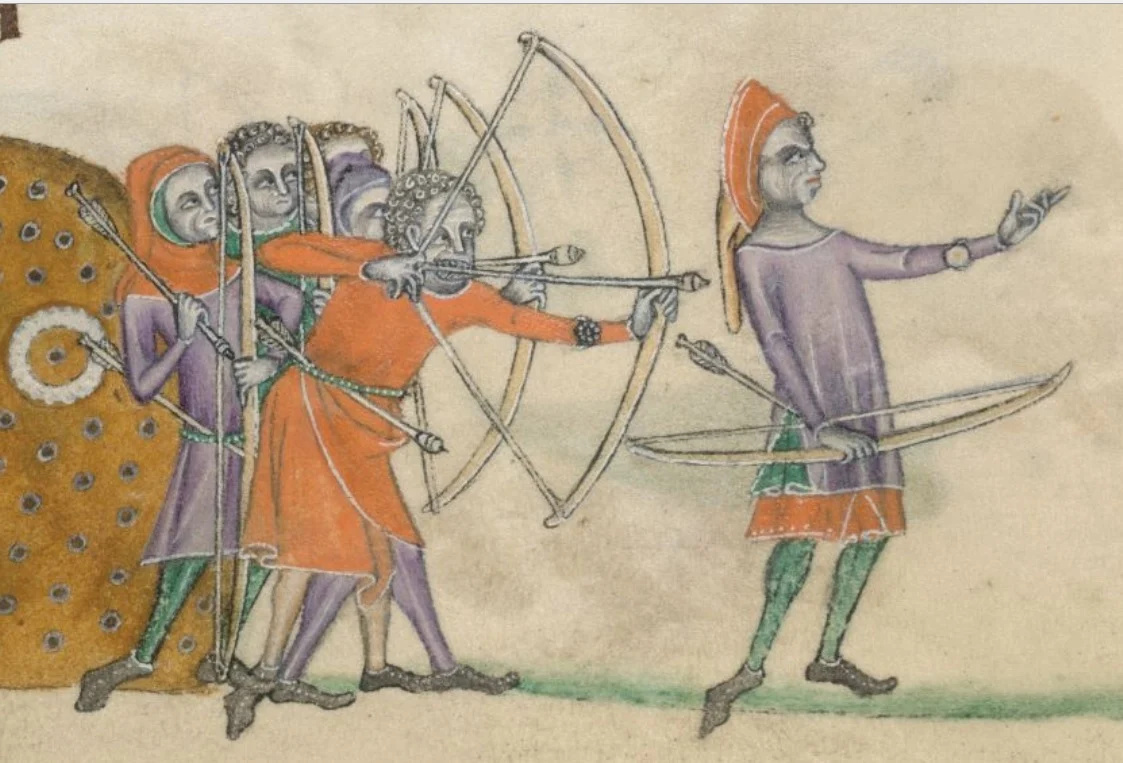
Arcieri con l'arco lungo inglese (longbow)

Protagonista delle prime battaglie del conflitto fu l'arco lungo inglese, arma con una gittata utile di ben 90 metri. Questo nuovo tipo di arco, sebbene fosse inferiore alla balestra per gittata e capacità di perforazione dei dardi, appariva in qualche modo vantaggioso per il minore costo, la maggiore maneggevolezza, praticità e velocità di ricarica. Gli arcieri inglesi si dimostrarono efficacissimi nel contrastare le cariche della cavalleria pesante, poiché erano capaci di uccidere i cavalli in corsa a notevole distanza e lasciare i cavalieri nemici a terra, limitandone i movimenti. Queste nuove armi si rivelarono letali contro le armature in uso, sostanzialmente identiche a quelle del Duecento, consistenti in lunghe cotte in maglia metallica, in cui le parti composte da piastre di metallo erano limitate. A poco a poco la parte in maglia diminuì a vantaggio delle piastre metalliche, ora ben articolate e foggiate su misura da artigiani specializzati nella realizzazione anche di un singolo elemento; alla fine del conflitto anche i cavalli erano corazzati.

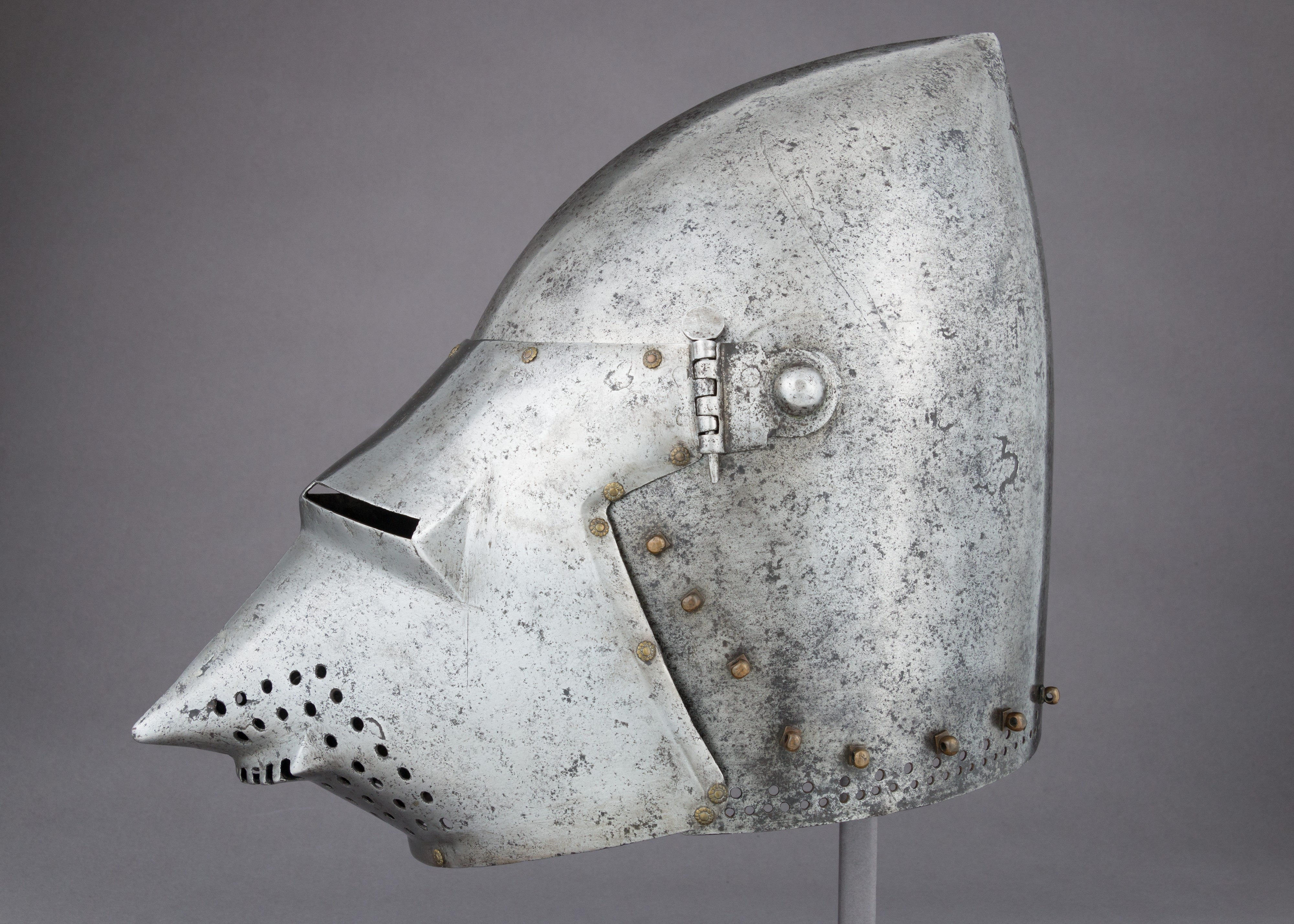
Elmo a bacinetto, tipico del periodo della guerra dei cent'anni

Man mano che la guerra proseguiva si impose un nuovo congegno, che doveva generare una vera e propria rivoluzione: l'arma da fuoco. L'invenzione di un simile strumento era avvenuta nell'Impero cinese Song ed era stato possibile grazie alla scoperta della polvere da sparo (una cui prima menzione appare su un testo del 1044): questa miscela fu presto utilizzata per lanciare proiettili infilati in lunghe canne di bambù o di legno. Si presume che la polvere da sparo e i primi, rudimentali mezzi per scagliare proietti siano giunti in Europa attraverso il mondo musulmano, a sua volta entrato in contatto con le armi da fuoco grazie ai mongoli. Solo nel 1267, in ogni caso, Ruggero Bacone compose la prima formula europea per la produzione di questo esplosivo. Doveva passare circa mezzo secolo, però, prima che si parlasse di "cannoni", richiamati per la volta in un documento fiorentino del 1326. Nel 1346 si ebbe infine il primo impiego documentato, forse il primo in assoluto in Europa, di cannoni: nella battaglia di Crécy gli inglesi esplosero alcuni colpi di artiglieria, con l'intento soprattutto di atterrire gli avversari francesi. I francesi stessi misero in campo alcuni pezzi d'artiglieria già nel 1348. Da allora la presenza di armi da fuoco si fece sempre più marcata e decisiva, tanto da arrivare a influenzare l'esito di interi scontri. Sempre nel 1346, ma a Calais, gli inglesi ebbero a disposizione ben dieci cannoni e diverse palle di piombo, con le quali tenere a bada i francesi. Fino ai primi anni del XV secolo si era soliti ricorrere a pezzi di artiglieria di piccolo calibro, più maneggevoli, ma da lì in avanti si assistette alla produzione di grandi bocche da fuoco, tanto che nel 1412 a Carcassonne si parla di bombarde da 4 500 chili. La scrittrice coeva Christine de Pizan rilevò che l'artiglieria era diventata pressoché indispensabile e, nei suoi testi, raccomandò di impiegare almeno quattro grandi cannoni in appoggio all'attacco a una piazzaforte ben difesa.

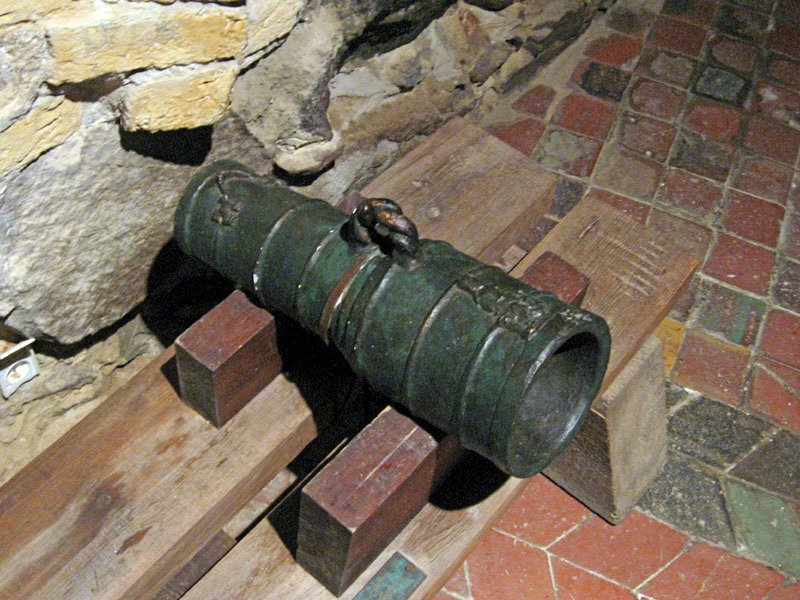
Bombarda del XV secolo

Le nuove artiglierie a polvere pirica non cancellarono subito le precedenti artiglierie a trabucco, poiché questi due tipi di armi furono usati, almeno inizialmente, per scopi diversi: i cannoni erano impiegati con un alzo minimo e per sparare con tiro teso, quasi orizzontale; al contrario i ben sperimentati trabucchi servivano a lanciare proiettili lungo traiettorie paraboliche. Non è, tuttavia, da sottovalutare l'impatto che le armi da fuoco ebbero sulla concezione della guerra, sul modo di combattere, di organizzare e di finanziare le spedizioni e sulla preparazione degli eserciti. Infatti l'uso più ragionato dell'artiglieria da campo permise ai francesi, nell'ultima fase delle ostilità, di disarticolare i pericolosi reparti di arcieri e, quindi, di organizzare nuovamente le tradizionali cariche di cavalleria, dirette contro masse di avversari più vulnerabili o in rotta. Questa strategia si dimostrò vincente fino alle prime guerre d'Italia del XVI secolo, in cui la battaglia di Marignano è il migliore esempio di combinazione tra cavalleria e artiglieria, ma andò anch'essa gradualmente in disuso per via della comparsa dell'archibugio che impose la fanteria svizzera e spagnola (i tercios) sui campi di battaglia. L'introduzione dell'artiglieria, infine, ebbe profonde ripercussioni sull'architettura delle fortificazioni. Le mura crebbero in larghezza e si circondarono da argini di terra per rallentare o fermare le palle di cannone. Durante il Rinascimento, che per alcuni ebbe inizio proprio al termine della guerra dei cent'anni, i castelli divennero incapaci di resistere all'artiglieria e furono trasformati in residenze spaziose e confortevoli: il castello fortificato, simbolo del feudalesimo, scomparve. La sicurezza diventò appannaggio del potere centrale, in grado di sostenere i cospicui finanziamenti necessari al mantenimento di un esercito permanente, che crebbe a spese dell'aristocrazia guerriera.

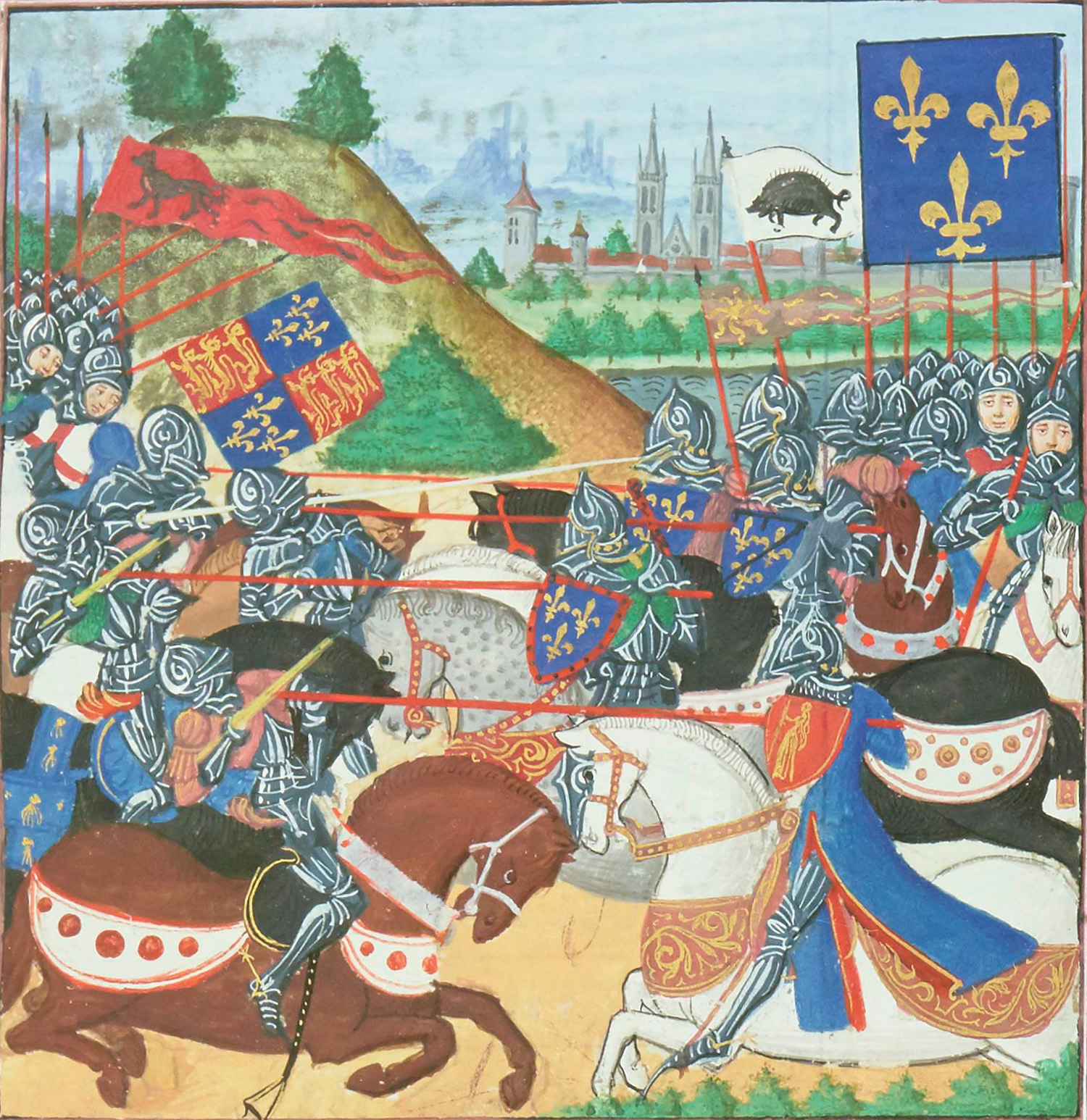
Carica di cavalleria pesante durante la battaglia di Patay

Importanti furono, perciò, i contraccolpi sulla stessa composizione delle armate. Verso la fine del Medioevo gli eserciti erano composti principalmente da due elementi: la cavalleria pesante, considerata la punta di diamante, e la fanteria, composta da fanti, arcieri e balestrieri. Siccome l'equipaggiamento era di competenza del combattente, la struttura della società si rifletteva anche sull'organizzazione delle armate. Oltre che del cavallo, i cavalieri necessitavano di un'armatura completa in ferro assai costosa, precludendo automaticamente l'accesso alla cavalleria a chi non era agiato. Diversamente i soldati a piedi erano equipaggiati con modeste protezioni di cuoio e, quando raramente possedevano un cavallo, questo era di scarsa qualità e non veniva utilizzato in combattimento. La guerra dei cent'anni contribuì a sconvolgere questo modello segnando, innanzitutto, il declino della cavalleria. I cavalieri francesi, che coincidevano con il ceto aristocratico abbiente, furono sopraffatti dalle strategie inglesi. Allo scoppio del conflitto, la tattica della cavalleria francese era rimasta la stessa dall'XI secolo: grazie alla staffa e alla sella profonda, il cavaliere poteva appoggiare la sua lancia alla resta (puntata in avanti e sotto l'ascella) e, con la velocità delle cavalcature, le masse di cavalleria si trasformavano in una notevole massa d'urto. Sin dalle iniziative denominate "Tregua di Dio" promosse a cominciare dal X secolo, la Chiesa aveva imposto regole di condotta ai bellicosi aristocratici. Pertanto, per far parte della nobiltà, era necessario giustificare una condotta onorevole e la guerra era un'opportunità per legittimare la propria posizione sociale, mostrare coraggio e lealtà sul campo di battaglia. La cattura di cavalieri avversari era, inoltre, una buona fonte di reddito tramite la richiesta di riscatto, il che significava in ultima analisi che per i cavalieri il rischio di morte era piuttosto basso.

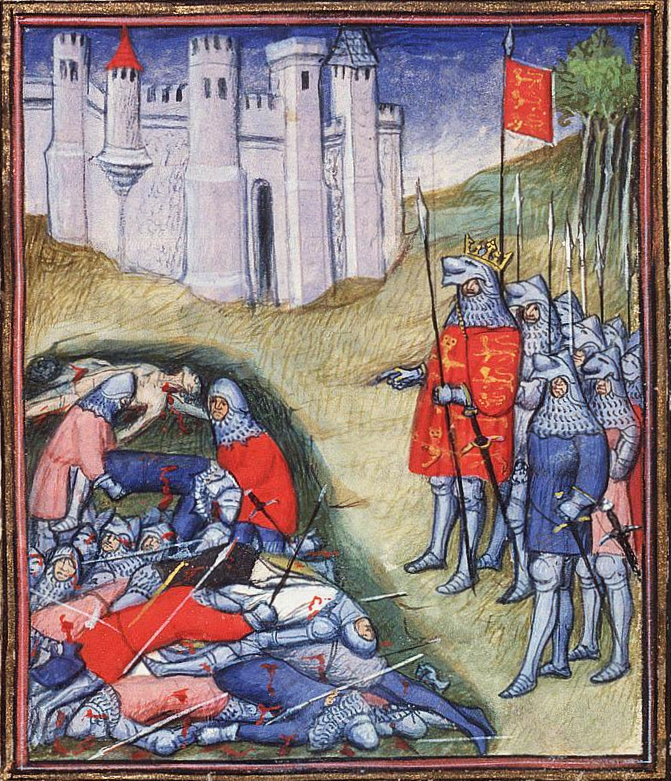
Edoardo III d'Inghilterra conta i morti dopo la battaglia di Crécy

La strategia di carica frontale divenne progressivamente obsoleta dall'inizio del XIV secolo, poiché una fila di picchieri era sufficiente a rompere l'avanzata della cavalleria: così a Courtrai i fiamminghi schiacciarono la cavalleria francese e, a Bannockburn, gli scozzesi sconfissero quella inglese. Le guerre di Scozia permisero agli inglesi di organizzare il proprio esercito attorno a numerosi arcieri (spesso armati anche di spada) e uomini d'armi a piedi, protetti dalle file di picchieri. Questa tattica permise agli inglesi di conseguire grandi vittorie nonostante l'inferiorità numerica a Crécy, a Poitiers o ad Azincourt. D'altra parte gli eserciti di fanteria non si regolavano con il codice d'onore cavalleresco e puntavano a eliminare in permanenza il massimo numero di avversari; quindi a Courtrai, a Crécy o ad Azincourt gli inglesi preferirono massacrare i cavalieri francesi piuttosto che farli prigionieri per il riscatto.
La smobilitazione degli eserciti di mercenari, talvolta stranieri (italiani del nord, tedeschi, svizzeri, fiamminghi) poneva il problema delle compagnie che durante i periodi di tregua si davano al saccheggio: anche per questo iniziarono quindi a preferirsi truppe di professionisti permanenti, formate da combattenti pagati tramite le tasse. La tassazione della popolazione divenne possibile grazie all'arricchimento generale conseguente allo sviluppo del commercio e delle città. D'altra parte, quando i soldati non venivano inquadrati in eserciti regolari, iniziavano a organizzarsi tra di loro, dando origine alle compagnie di ventura, che furono protagoniste dei campi di battaglia dei secoli successivi.

### Crisi del papato

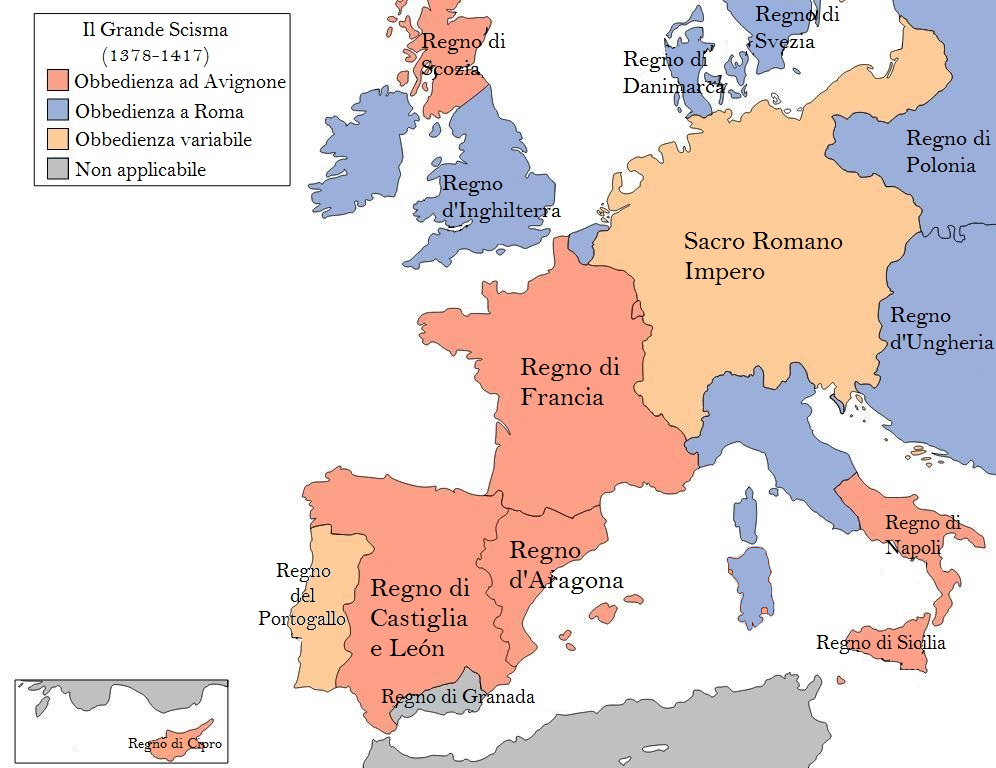
L'Europa al tempo dello Scisma

All'inizio del conflitto la sede del papato si trovava ad Avignone e i papi erano francesi, il che conferiva al re di Francia un importante vantaggio diplomatico. Tuttavia nel 1377 Gregorio XI riportò la sede a Roma per porre fine al conflitto con i fiorentini grazie all'intervento di Caterina da Siena. L'anno successivo il nuovo papa Urbano VI si dimostrò particolarmente dispotico nei confronti dei cardinali francesi, che lo accusarono di essere stato eletto grazie a pressioni politiche; nominarono quindi l'antipapa Clemente VII ad Avignone. I belligeranti ebbero tutto l'interesse ad avere l'appoggio di un papa, pertanto l'Inghilterra e il Sacro Romano Impero riconobbero Urbano VI, mentre la Francia e i suoi alleati castigliani e scozzesi sostennero Clemente VII.
Durante questi due secoli di guerra, caratterizzati da carestie e pestilenze, i credenti scoprirono una Chiesa spesso incapace di dare risposta alle loro ansie. È il momento in cui l'«aritmetica della salvezza» (Henri Martin) e la «contabilità dell'aldilà» (Jacques Chiffoleau) assunsero proporzioni incomprensibili per coloro che ignorarono il terrore degli uomini di quel tempo per l'Inferno: per i ricchi era consuetudine comprare centinaia, persino migliaia, di messe per la salvezza delle loro anime. Tutti prendevano parte a processioni penitenziali, "passioni" teatrali sul piazzale delle chiese, l'"incoronazione della Vergine" divenne un soggetto frequentissimo dell'arte. Sempre più fedeli, riformatori cristiani, richiesero di avere un accesso diretto alla fonte della salvezza, la lettura della Bibbia in volgare, in un momento in cui solo i chierici possedevano la capacità e il diritto di leggere e commentare le Sacre Scritture. Si riscontra, quindi, un'origine di quella che poi sarà la riforma protestante del XVI secolo, un altro elemento di modernità che si materializza alla fine del Medioevo insieme all'ascesa delle classi borghesi. La divisione della Chiesa, in seguito al grande Scisma d'Occidente, aprì spazio alle critiche. Nuove teorie, come quelle di John Wyclif vennero alla ribalta, mentre i sacerdoti si scontrarono tra i sostenitori del papa o dell'antipapa, che si screditarono a vicenda. In questo modo fu spianata la strada per la riforma di cui Wyclif è considerato uno dei precursori.
Per risolvere il conflitto la Chiesa dovette ricorrere al conciliarismo, in cui un concilio ecumenico ha più potere dello stesso Papa. L'importante assemblea si svolse a Costanza del 1415, i due papi rinunciarono alla carica e così fu possibile eleggere un unico papa: Martino V. Il prezzo da pagare per l'utilizzo di tale strumento fu la riduzione del potere temporale del pontefice, circostanza che consentì a Carlo VII di Francia di emanare la prammatica Sanzione (1438) e divenire il capo naturale della chiesa francese. Egli si appoggiò all'episcopato locale e rafforzò il gallicanesimo.

### La differenziazione tra Francia e Inghilterra

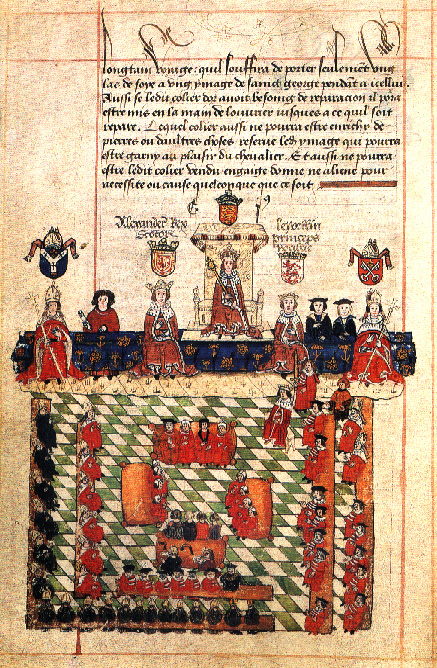
Il Parlamento inglese di fronte al re nel XIV secolo: la guerra scatenò la crisi della monarchia inglese

Il conflitto trasformò profondamente i due principali paesi belligeranti. In Inghilterra il commercio e l'artigianato crebbero di importanza e con essi andò a rafforzarsi la borghesia cittadina, a scapito dei borghi rurali e del mondo contadino in generale; il Parlamento vide un graduale e continuo incremento dei propri poteri, erodendo le competenze della monarchia. Nei contadini, sempre meno numerosi, crebbe la consapevolezza del loro ruolo sociale e iniziarono a chiedere che fosse maggiormente riconosciuto, soprattutto dal momento che molte battaglie del conflitto erano state vinte grazie al loro talento di arcieri: si trattava del naturale allineamento ai sermoni dei lollardi di John Wyclif. Le rotte commerciali via mare rendevano meno necessario un potere centralizzato per garantirne la sicurezza, rispetto alle vie terrestri, così la nobiltà cominciò un lento declino cui si accompagnò di riflesso l'indebolimento del potere assoluto e il sorgere di embrionali rivendicazioni delle libertà individuali. In questo processo si possono vedere i primi passi verso l'avvento di una monarchia costituzionale. Nel 1361 l'inglese divenne la lingua ufficiale confermando la spaccatura culturale tra i due paesi.
In Francia, diversamente, complice il clima mite che favoriva l'agricoltura, andò affermandosi un modello di società prevalentemente rurale con una rigida connotazione religiosa e una potente monarchia, cui era attribuito un potere centralizzato, forte e protettivo. Lo sviluppo delle città permise alla borghesia di contestare il potere della nobiltà che sembrò incapace di giustificare il suo status sui campi di battaglia, mentre monarchi come Carlo V e suo nipote Carlo VI, che saggiamente riuscirono a convogliare intorno a loro il sentimento nazionale emergente, alla fine riuscirono a rafforzare il potere reale. Sfruttando l'insicurezza generata dal conflitto e che la nobiltà non seppe gestire, la corona riuscì a imporre la costituzione di un esercito permanente finanziato da un sistema fiscale e un sistema amministrativo moderno. In questo modo l'antico sistema feudale, eredità del primo medioevo, andò in crisi davanti all'autorità del re, preparando il terreno verso l'evoluzione nella monarchia assoluta estremamente centralizzata, a differenza del resto d'Europa in cui il potere si frammentava sempre di più a favore delle città.

### Esplicative
1. ↑  Il termine è entrato in uso, inizialmente presso gli storici anglosassoni, circa a metà del XIX secolo. In Contamine, 2007, p. 7.
2. ↑  In particolare le bombarde, utilizzate per la prima volta dagli inglesi nel corso della battaglia di Crécy; nella guerra navale il primo esempio è del 1338 ad Arnemuiden. In Contamine, 1986, p. 276.
3. ↑  Altre date sono tradizionalmente il 1492, scoperta dell'America, e il 1517, affissione delle tesi di Martin Lutero; In Piccinni, 2007, p. 436.
4. ↑  Si privilegiava ancora il combattimento corpo a corpo e la cavalleria pesante nelle cariche, in quanto la nobiltà riteneva disonorevole il combattimento a distanza. In Cardini, 2020, p. 116.
5. ↑  I due regni sarebbero stati governati da un unico sovrano, pur mantenendo le dovute differenze dal punto di vista politico, amministrativo ed economico. In Krumeich, 2008, p. 13.
6. ↑  La data d'inizio del "Processo in nullità della condanna" è stabilita al 7 novembre 1455, giorno in cui la madre di Giovanna si presentò, a Parigi, innanzi a tre vescovi designati dal Pontefice, chiedendo formalmente la revisione del processo di condanna. Agli atti furono allegate anche le deposizioni già acquisite in tale data. In Pernoud-Clin, 1987, pp. 198-201.

### Bibliografiche
1. ↑   Cent’anni, guerra dei nell'Enciclopedia Treccani, su www.treccani.it. URL consultato il 5 luglio 2023.
2. ↑  Montanari, 2006, pp. 145-146, 149.
3. ↑  Montanari, 2006, p. 149.
4. ↑  Burne, 1995, p. 17.
5. ↑  Contamine, 2007, pp. 19-20.
6. ↑  Contamine, 2007, p. 20.
7. 1 2  Contamine, 2007, pp. 21-22.
8. ↑  Desideri, 1986, pp. 510-512.
9. ↑  Contamine, 2007, p. 22.
10. ↑   Filippo IV il Bello re di Francia, in Treccani.it – Enciclopedie on line, Roma, Istituto dell'Enciclopedia Italiana.
11. ↑  Sumption, 1990, pp. 39-40.
12. ↑  Contamine, 2007, p. 16.
13. ↑  Montanari, 2006, pp. 145, 146.
14. ↑  Le Goff, 1996, pp. 42-43, 205.
15. ↑  Montanari, 2006, pp. 147, 149.
16. ↑  Le Goff, 1996, p. 114.
17. ↑  Montanari, 2006, pp. 215-216.
18. 1 2  Contamine, 2007, pp. 18-19.
19. ↑  Contamine, 2007, p. 17.
20. ↑  Bove, 2009, p. 30.
21. ↑  Contamine, 2007, p. 11.
22. 1 2  Contamine, 2007, p. 12.
23. ↑  Casanova, 2014, p. 47.
24. ↑  Favier, 1980, p. 37.
25. ↑  Favier, 1980, p. 32.
26. ↑  Favier, 1980, p. 36.
27. ↑  Contamine, 2007, pp. 12-14.
28. ↑  Favier, 1980, p. 16.
29. ↑  Contamine, 2007, pp. 15-16.
30. ↑  Contamine, 2007, pp. 14-15.
31. ↑  Contamine, 2007, p. 9.
32. ↑  Favier, 1980, p. 14.
33. 1 2  Contamine, 2007, p. 10.
34. ↑  Favier, 1980, pp. 70-73.
35. ↑  Montanari, 2006, p. 237.
36. ↑  Balard, Genet, Rouche, 2003, pp. 222-223.
37. ↑  Pietri, Meuleau, 1984, p. 13.
38. 1 2  Balard, Genet, Rouche, 2003, pp. 231-232.
39. ↑  Contamine, 2007, p. 5.
40. ↑  Contamine, 2007, p. 6.
41. ↑  Chantrel, 1866, pp. 382-388.
42. ↑  Curry, 2002, pp. 5-22.
43. ↑  (EN) Mark Cartwright, Hundred Years' War, su ancient.eu. URL consultato il 30 luglio 2020 (archiviato l'8 agosto 2020).
44. ↑  Contamine, 2007, p. 23.
45. ↑  Contamine, 2007, pp. 23-24.
46. ↑  Contamine, 2007, p. 24.
47. ↑  Contamine, 2007, pp. 24-25.
48. ↑  Seward, 2003, pp. 36-46.
49. ↑  Harris, 1847, pp. 38-69.
50. 1 2  Contamine, 2007, p. 25.
51. ↑  Contamine, 2007, pp. 25-26.
52. 1 2 3  Contamine, 2007, p. 26.
53. ↑  Contamine, 2007, pp. 26-27.
54. ↑  Contamine, 2007, p. 27.
55. ↑  Contamine, 2007, pp. 27, 29.
56. ↑  Contamine, 2007, pp. 28-29.
57. ↑  Contamine, 2007, p. 31.
58. ↑  Frari, 1840, pp. 296-298.
59. 1 2  Ujvari, 2002, p. 70.
60. ↑  Contamine, 2007, pp. 32-33.
61. ↑  Contamine, 2007, pp. 32, 34.
62. ↑  Contamine, 2007, p. 34.
63. ↑  Contamine, 2007, pp. 34-35.
64. ↑  Contamine, 2007, pp. 36-37.
65. ↑   Raffaello Morghen, Jacquerie, in Enciclopedia Italiana, Roma, Istituto dell'Enciclopedia Italiana, 1933.
66. ↑  Contamine, 2007, pp. 39, 41.
67. ↑  Contamine, 2007, pp. 42-43.
68. ↑  (EN) Hugh Chisholm, Brétigny, in Enciclopedia Britannica, XIª ed., Cambridge University Press, 1911.
69. 1 2  Contamine, 2007, p. 46.
70. ↑  Wagner, 2006, pp. 102-103.
71. ↑  Contamine, 2007, pp. 47-48.
72. ↑  Wagner, 2006, p. 86.
73. ↑  Contamine, 2007, p. 48.
74. ↑  Contamine, 2007, pp. 48-50.
75. ↑  Curry, 2002, pp. 69-70.
76. 1 2  Contamine, 2007, p. 50.
77. 1 2  Wagner, 2006, p. 78.
78. 1 2  Contamine, 2007, p. 51.
79. ↑  Contamine, 2007, pp. 53-54.
80. ↑  Contamine, 2007, pp. 54-55.
81. ↑  Contamine, 2007, p. 56.
82. 1 2  Contamine, 2007, p. 59.
83. 1 2  Contamine, 2007, p. 64.
84. ↑  Contamine, 2007, p. 57.
85. ↑  Contamine, 2007, p. 58.
86. ↑  Contamine, 2007, pp. 61-62.
87. ↑  Contamine, 2007, p. 60.
88. ↑  Contamine, 2007, pp. 65-66.
89. ↑  Contamine, 2007, p. 67.
90. ↑  Contamine, 2007, p. 69.
91. 1 2  Curry, 2002, pp. 72-82.
92. ↑  Contamine, 2007, pp. 72-73.
93. ↑  Contamine, 2007, pp. 71-72.
94. ↑  Contamine, 2007, p. 75.
95. ↑  Contamine, 2007, pp. 76-77.
96. ↑  Turchin, 2003, pp. 179-180.
97. 1 2  Kingsford, 1891, p. 49.
98. 1 2  Contamine, 2007, p. 78.
99. 1 2  (EN) France, Capetian kings, su fmg.ac, Charles Cawley & FMG. URL consultato il 25 luglio 2020 (archiviato il 12 dicembre 2017).
100. 1 2  Gibbons, 1996, pp. 70-71.
101. ↑  Krumeich, 2008, p. 13.
102. ↑  (EN) Christopher Allmand, Henry V, 23 settembre 2010, DOI:10.1093/ref:odnb/12952 (archiviato dall'url originale il 10 agosto 2018).
103. ↑  Contamine, 2007, pp. 80-81.
104. ↑  Contamine, 2007, p. 82.
105. ↑  Contamine, 2007, pp. 85-86.
106. ↑  Contamine, 2007, p. 86.
107. ↑  Contamine, 2007, p. 87.
108. ↑  Contamine, 2007, pp. 87-78.
109. ↑  (FR) Procès de réhabilitation, su stejeannedarc.net. URL consultato il 25 luglio 2020 (archiviato il 25 luglio 2020).
110. ↑  Contamine, 2007, p. 89.
111. ↑  Contamine, 2007, p. 93.
112. 1 2  Lee, 1998, pp. 145-147.
113. ↑  Contamine, 2007, p. 94.
114. ↑  Contamine, 2007, p. 95.
115. ↑  Nicolle, 2012, pp. 26-35.
116. ↑  Contamine, 2007, p. 97.
117. 1 2  Wagner, 2006, p. 79.
118. 1 2  Contamine, 2007, p. 98.
119. ↑  Contamine, 2007, p. 99.
120. ↑  Neillands, 2001, pp. 290-291.
121. ↑  Buffinton, 1929.
122. ↑   Francesco Cognasso, Guerra dei cent'anni, in Enciclopedia Italiana, Roma, Istituto dell'Enciclopedia Italiana, 1931.
123. ↑  Dupâquier, 1995, p. 367.
124. ↑  (FR) Laurent Bourquin, Qu'est-ce que la noblesse?, in L'Histoire, n. 195, dicembre 1995,  p. 24.
125. ↑  Vincent, 1995, cap. 11.
126. 1 2 3  (FR) L'affirmation du pouvoir royal, su pedagene.creteil.iufm.fr. URL consultato il 25 luglio 2020 (archiviato dall'url originale il 22 dicembre 2010).
127. ↑  Contamine, 2007, pp. 21, 40, 55, 106, 111.
128. ↑  Antifoni, 1998, p. 561.
129. 1 2  Giardina, Sabbatucci e Vidotto, 2014, p. 376.
130. ↑  Balard, Genet, Rouche, 2003, p. 273.
131. ↑  Contamine, 2007, pp. 40, 55.
132. ↑  Aberth, 2000, p. 85.
133. ↑  Cooper, 2010, pp. 70-76.
134. 1 2  Noirel, 2004, pp. 205-206.
135. ↑  Gimpel, 1975, pp. 184-185.
136. 1 2  Balard, Genet, Rouche, 2003, p. 281.
137. ↑  Favier, 1980, p. 76.
138. ↑  Power, 1941, pp. 56-57.
139. ↑  Balard, Genet, Rouche, 2003, p. 280.
140. ↑  (EN) Clifford Rogers, The Efficacy of the Medieval Longbow: A Reply to Kelly DeVries, su academia.edu. URL consultato il 25 luglio 2020 (archiviato il 23 gennaio 2016).
141. ↑  Cardini, 2020, pp. 52-54.
142. ↑   Plinio Fraccaro, Arturo Taranto et al., Cavalleria e cavalieri, in Enciclopedia Italiana, Roma, Istituto dell'Enciclopedia Italiana, 1931.
143. ↑  Contamine, 1986, p. 199.
144. ↑  Contamine, 1986, p. 276.
145. ↑  Contamine, 1986, p. 200.
146. ↑  Contamine, 1986, pp. 200-202.
147. ↑  Contamine, 1986, pp. 201-202.
148. ↑  Contamine, 1986, pp. 270-272.
149. ↑  Balard, Genet, Rouche, 2003, p. 233.
150. ↑  Balard, Genet, Rouche, 2003, pp. 236-237.
151. ↑  Contamine, 1986, pp. 103-104, 106-111.
152. ↑  Cardini, 2020, p. 69.
153. ↑  (EN) Tony Pollard e Neil Oliver, A Soldier's View of Battle through the Ages, su bbc.co.uk. URL consultato il 25 luglio 2020 (archiviato dall'url originale il 6 dicembre 2008).
154. ↑  Cardini, 2020, p. 72.
155. ↑  Ambühl, 2013, pp. 102-105.
156. ↑  Cardini, 2020, p. 80.
157. ↑  Theis, 1992, p. 307.
158. ↑  Balard, Genet, Rouche, 2003, p. 294.
159. ↑   Vincenzo Arangio-Ruiz, Prammatica sanzione, in Enciclopedia Italiana, Roma, Istituto dell'Enciclopedia Italiana, 1935.
160. ↑   Costanza, Concilio di, in Dizionario di storia, Roma, Istituto dell'Enciclopedia Italiana, 2010.
161. ↑  (EN) Melissa Snell, Conflagration: The Peasants' Revolt, su historymedren.about.com. URL consultato il 25 luglio 2020 (archiviato dall'url originale il 25 agosto 2007).
162. ↑  Sabaté, 2017, pp. 20-21.
163. ↑  Favier, 1980, p. 51.